# Dějiny Paříže

Znak města Paříže

Dějiny Paříže jsou úzce spjaty s dějinami Francie. Historické prameny dokládají dějiny města a jeho předchůdců po více než 2000 let. Během této doby se z keltského oppida vyvinulo dnešní hlavní město Francie. Nicméně archeologické nálezy posunuly osídlení na zdejším území až do období 4. až 3. tisíciletí př. n. l.

## Legenda
Středověká Velká kronika Francie (Grandes Chroniques de France) uvádí založení města Trójanem Paridem, jehož pravnuk Brutus založil Británii a Francion Francii. Na jednom nástěnném koberci z doby francouzského krále Františka I., který se nachází v katedrále v Beauvais, je Paris zobrazen v dobovém oděvu jako zakladatel města.
Podle jiné legendy založil Paříž Héraklés při své cestě do zahrad Hesperidek. Shromáždil kolem sebe kmen Parrhasierů z arkádských hor a společně se usadili na úpatí Montmartru a nazývali se Pařížané. Král Ludvík XIV. je na vítězném oblouku Porte Saint-Martin vyobrazen jako Herkules s kyjem v ruce.

## Pravěk

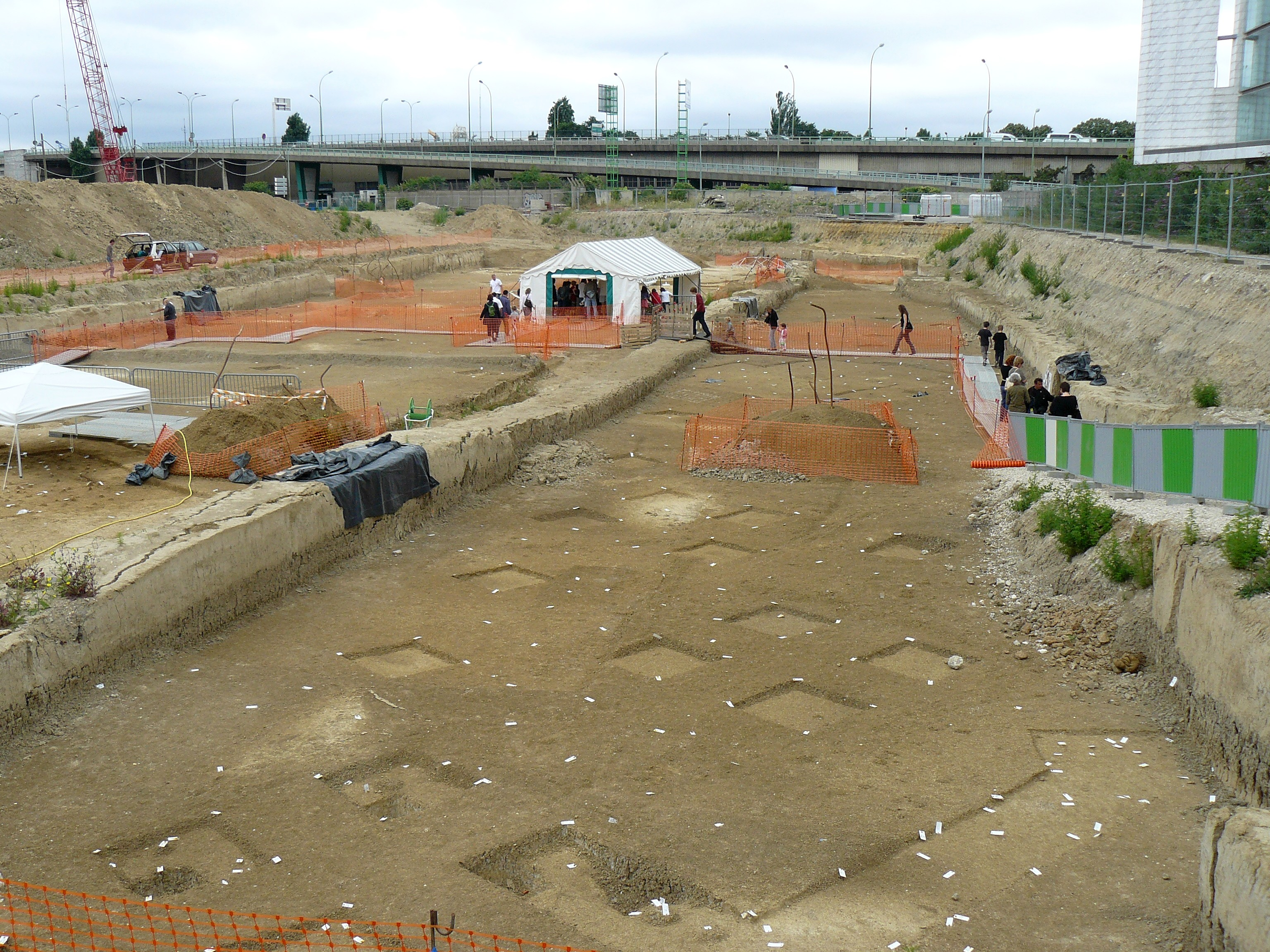
Archeologický výzkum v ulici Rue Henry-Farman (2008)

Před 30 až 40 miliony let bylo v Pařížské pánvi mělké teplé moře, z kterého vystupovaly ojedinělé ostrovy Mont Valérien, Chaillot, Belleville, Montmartre, Bagneux a Meudon. Toto moře bylo osídleno hlavně organismy ze skupiny foraminifera, jejichž vápenaté fosílie později sloužily obyvatelům města jako stavební materiál. Fauna v lagunách dnešního Montmartru, Buttes-Chaumont a Ménilmontant vytvořila ložiska sádrovce, který se stal druhým hlavním stavebním materiálem. Později, když erodovala velká vápencová plošina v dnešní severovýchodní Francii, vytvořila se řeka Seina se spádovou oblastí v průměru zhruba 200 kilometrů.
Na jejím nejnižším bodě, 28 metrů nad mořem se vytvořilo souostroví, kde se usadili lidé. Pozůstatky tohoto osídlení se dnes již nezachovaly, zejména proto, že dnešní úroveň zemského povrchu leží asi šest metrů nad původním. Pouze západní cíp ostrova Cité, který je složený z několika ostrovů, které byly později spojeny, má stále původní úroveň.
Původně byly nejstarší stopy lidského osídlení na území dnešní Paříže objeveny v roce 1991 při stavebních pracích ve čtvrti Bercy na levém břehu bývalého ramene Seiny. Pozůstatky osady ze 4. a 3. tisíciletí př. n. l. skrývaly monoxyl, šíp a luk a kostěné a kamenné nástroje.
V roce 2008 byl uskutečněn archeologický objev, který posouvá nejstarší osídlení až do období mezolitu (8000–6500 př. n. l.). Poblíž Seiny byly na předpokládaném břehu bývalého říčního ramene v 15. obvodu v ulici Rue Henry-Farman naproti pařížskému heliportu objeveny pozůstatky lovců a sběračů. Místo bylo opětovně osídleno i v pozdějších dobách, v neolitu a mladší době železné.

## Starověk
Ve 3. století př. n. l. se na ostrově v Seině usadil Galský kmen Parisiů, kteří založili oppidum nazvané Lutetia. Tradičně bývá za tento ostrov považován ostrov Cité. Archeologické průzkumy v letech 1994–2005 ovšem tuto teorii narušily. Objev velkého opevněného prostoru o rozloze 15 ha na území dnešního města Nanterre zpochybňuje význam hlavního osídlení na ostrově Cité v době před římskou nadvládou.

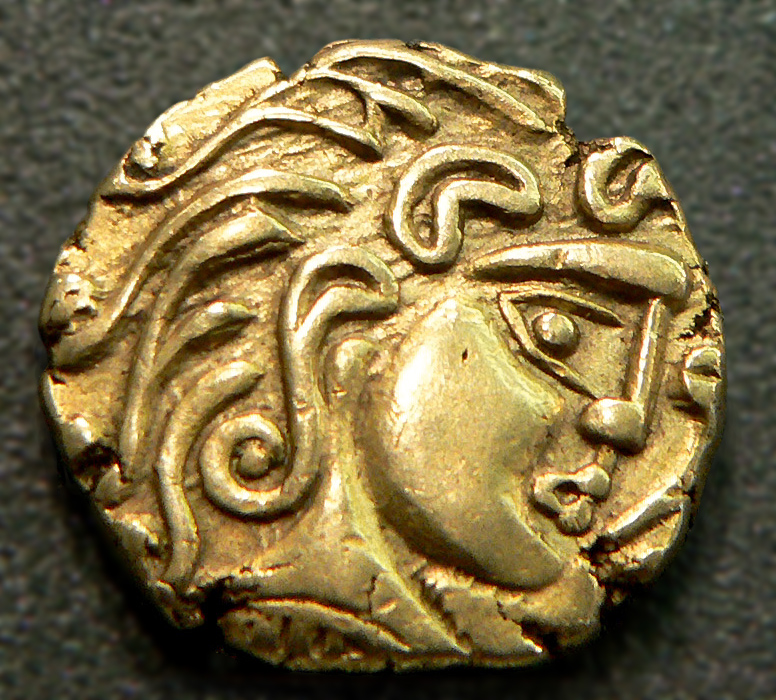
Zlatý statér (Musée Carnavalet)

Z 1. století př. n. l. se dochovaly zlaté mince (statéry), které Parisiové razili, a také první písemná zmínka o Lutetii, kterou zanechal Julius Caesar z roku 53 př. n. l. ve svých Zápiscích o válce galské, kde i stručně charakterizoval, že jejich město leží na ostrově. Caesar si vybral Lutetii jako základnu k tažení proti vzbouřeným sousedním kmenům. Do povstání se však zapojili i Parisiové. V květnu 52 př. n. l. proběhla u Lutetie bitva, ve které zvítězil Caesarův vojevůdce Titus Labienus nad galskými kmeny Aulerků, Senonů a Parisiů. Galové raději zničili mosty a vypálili vlastní město nežli by jej přenechali Římanům. Ti však neobnovili sídlo na ostrově, ale založili nové centrum na jižním, levém břehu Seiny, kterému dali tradiční římský pravidelný půdorys. Oblast kolem řeky, především na severním, pravém břehu byla velmi bažinatá a území skýtalo jen několik málo pevných míst. Na jihu naopak vystupovalo návrší (dnešní Montagne Sainte-Geneviève), na jehož vrcholku se nacházelo centrum nové Lutetie.
Městem procházela od severu k jihu hlavní silnice ze Soissons do Orléans (dnes Rue Saint-Martin na severu a Rue Saint-Jacques na jihu). Na jižním břehu vedla ještě paralelní ulice (dnešní Boulevard Saint-Michel). Na severním břehu se směrem na východ oddělovala cesta do Melunu (dnešní Rue Saint-Antoine). Významná cesta ve směru východ-západ město neprotínala, tuto roli sehrála řeka jako dopravní tepna.

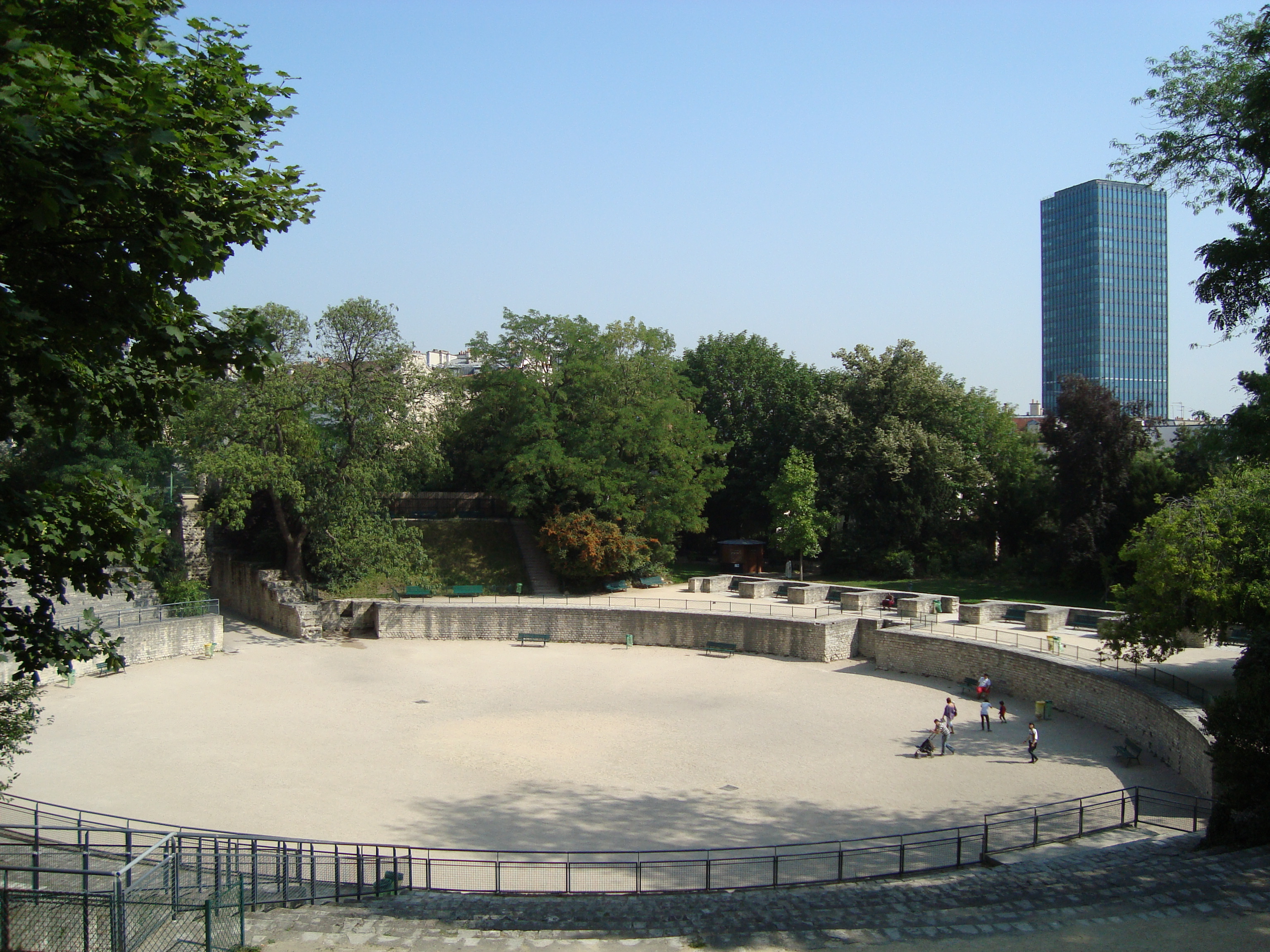
Arènes de Lutèce

Město, které se v té době nazývalo rovněž Civitas Parisiorum, bylo v římské Galii poměrně nevýznamné. Přesto zde v období od poloviny 1. století do počátku 3. století n. l. vznikly mnohé veřejné stavby, jejichž pozůstatky se někdy dochovaly až do dnešních dnů. Mezi ulicemi Boulevard Saint-Michel a Rue Saint-Jacques bylo fórum, jehož zbytky byly částečně objeveny při výstavbě podzemních garáží na Boulevardu Saint-Michel. Do města byl postaven 16 km dlouhý vodovod (Akvadukt Lutetia), který zásoboval vodou mj. i troje lázně. Největší byly Lázně Cluny, z nichž se dochovaly části zabudované do pozdějšího paláce Hôtel de Cluny. Menší, tzv. (Východní lázně) se nacházely pod dnešní Collège de France.

Ve východní části města na úpatí návrší, pod kterým tekla řeka Bièvre, se nacházela Arènes de Lutèce, která byla objevena v 19. století. Stavba pro 17.000 diváků sloužila jako aréna i jako amfiteátr. V roce 1899 byly objeveny zbytky zdí dalšího antického divadla pro 3000 diváků pod Lycée Louis-le-Grand (roh Rue Racine a Boulevard Saint-Michel).
Na východní straně ostrova Cité byl chrám, další stál severně od města na návrší Montmartre, který se tehdy nazýval Mons Mercurius (Merkurova hora). Z tohoto Merkurova chrámu, který byl později přestavěn na klášter Saint-Pierre de Montmartre, se dochovaly čtyři antické sloupy, které jsou dnes zabudované v klášterním kostele Saint-Pierre de Montmartre.

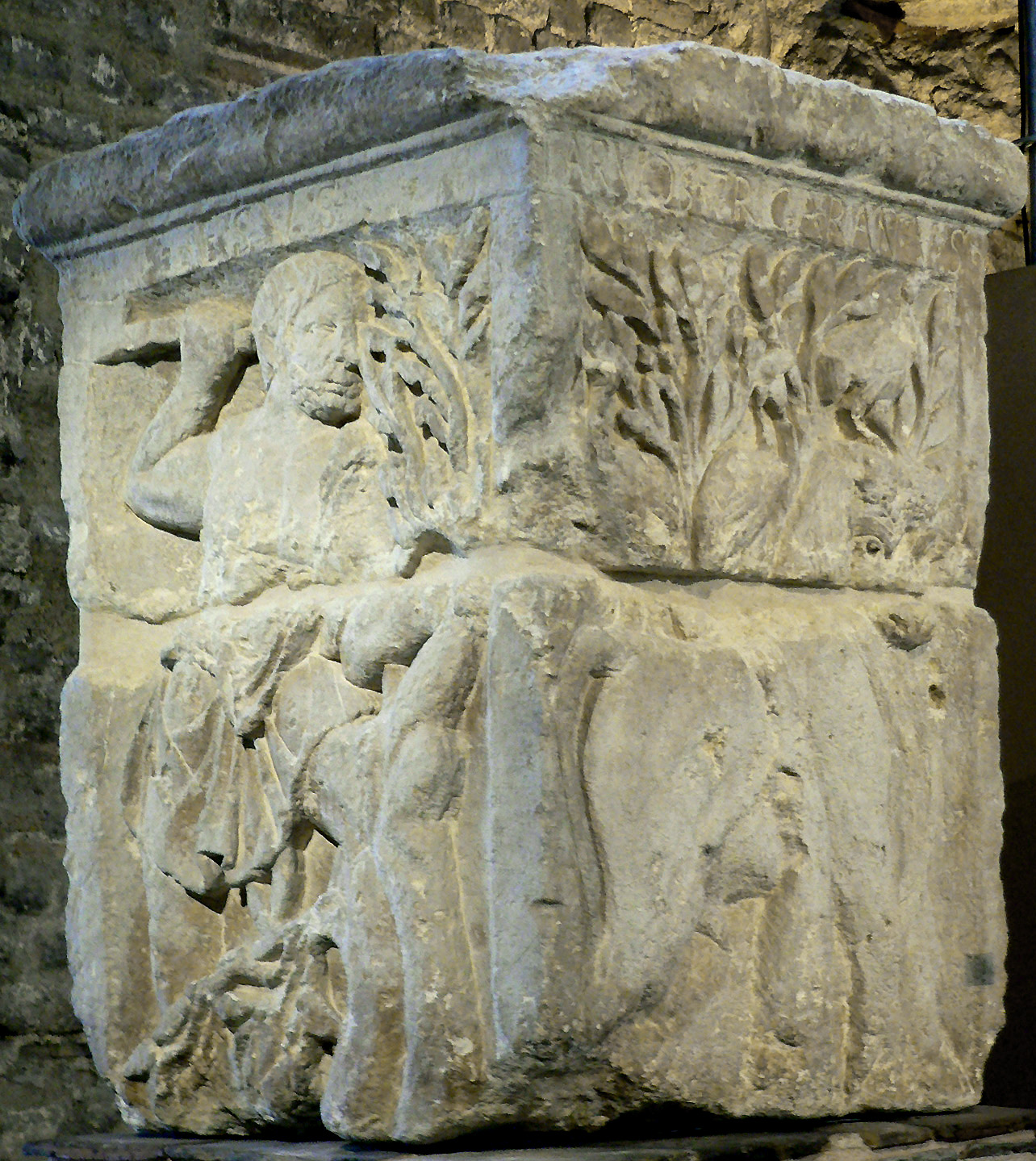
Detail Sloupu převozníků

Z antického období se rovněž dochovala významná památka Sloup převozníků, z období vlády císaře Augusta. Dnes se nachází v Národním muzeu středověku. Jedná se o nejstarší umělecké dílo pocházející z Paříže. Sloup byl nalezen při stavebních pracích v roce 1711 v katedrále Notre Dame a zobrazuje keltská a římská božstva.

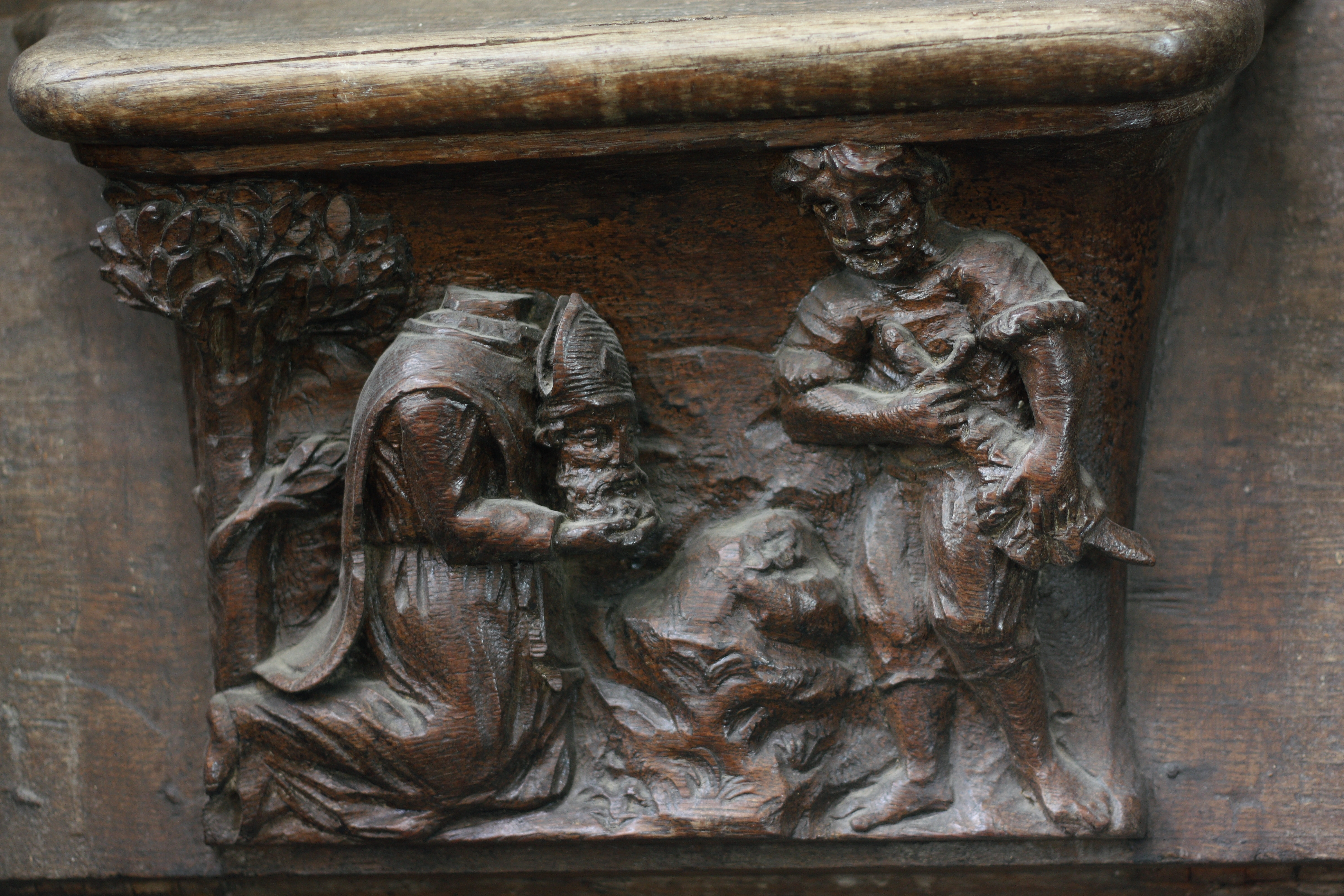
Stětí sv. Diviše

Ve 3. století se ve městě šířilo křesťanství, s nímž je spojen první pařížský biskup svatý Diviš (Denis). Ten vystupoval proti pohanským bohům. Kolem roku 250 byli Diviš, kněz Rusticus a diakon Eleutherius popraveni na příkaz římského guvernéra Sisinnia. Stětí proběhlo před Merkurovým chrámem. Návrší se posléze v latinských legendách nazývalo Mons Martyrium (Hora mučedníků), z něhož posléze vznikl dnešní název Montmartre. Diviš byl později prohlášen za svatého. Podle legendy vzal svatý Diviš svou setnutou hlavu do rukou a odešel s ní na sever, kde chtěl být pohřben. Na tomto místě vznikl kolem roku 475 kostel, pozdější bazilika Saint-Denis. Franský král Dagobert I. zde založil v 7. století benediktýnský klášter, který v následujících staletích sloužil jako královské pohřebiště. Sv. Diviš se stal jedním ze čtyř patronů Paříže i patronem celé Francie.
Římské město rozložené na levém břehu zaniklo definitivně během stěhování národů ve 2. polovině 3. století. V letech 275 nebo 276 na město zaútočili pravděpodobně Germáni a kolem roku 280 bylo germánskými kmeny vypáleno. Obyvatelstvo se přesunulo na lépe zabezpečený ostrov Cité, který se stal zárodkem nového města. Zbytky římských městských hradeb, které ostrov chránily před napadením, i další stavby jsou vidět v Archeologické kryptě (Crypte archéologique) pod náměstím před katedrálou Notre-Dame. V letech 291–292 panovala obzvláště mrazivá zima a Seina zamrzla. Jedná se o vůbec nejstarší zprávu tohoto typu.
V roce 308 se objevuje poprvé název Paříž, který nahradil původní jméno Lutetia.
Ve 4. století mělo město významný vojenský význam na severu Galie, takže se stalo dočasným sídlem několika vojenských císařů, kteří se odtud snažili bránit římské hranice a zastavit postup Germánů. V únoru až červenci 358 zde pobýval caesar Julianus před zahájením útoku proti Alamanům a Frankům. Po svém vítězném tažení Julianus opět v letech 359–360 pobýval v Paříži. Pravděpodobně se zdržoval v paláci na špičce ostrova Cité, kde později sídlili merovejští králové. Císař žádal o převod dvou legií na Dunaj, vojáci nesouhlasili a prohlásili jej augustem, což odmítl. Stal se jím až po smrti Constantia II. v roce 361.
Také císař Valentinianus I. na začátku své vlády sídlil v Paříži. Poprvé zde pobýval od října do prosince 365, podruhé v červnu 366. Tehdy mu jeho spoluvládce a bratr Valens donesl hlavu uzurpátora Procopia.

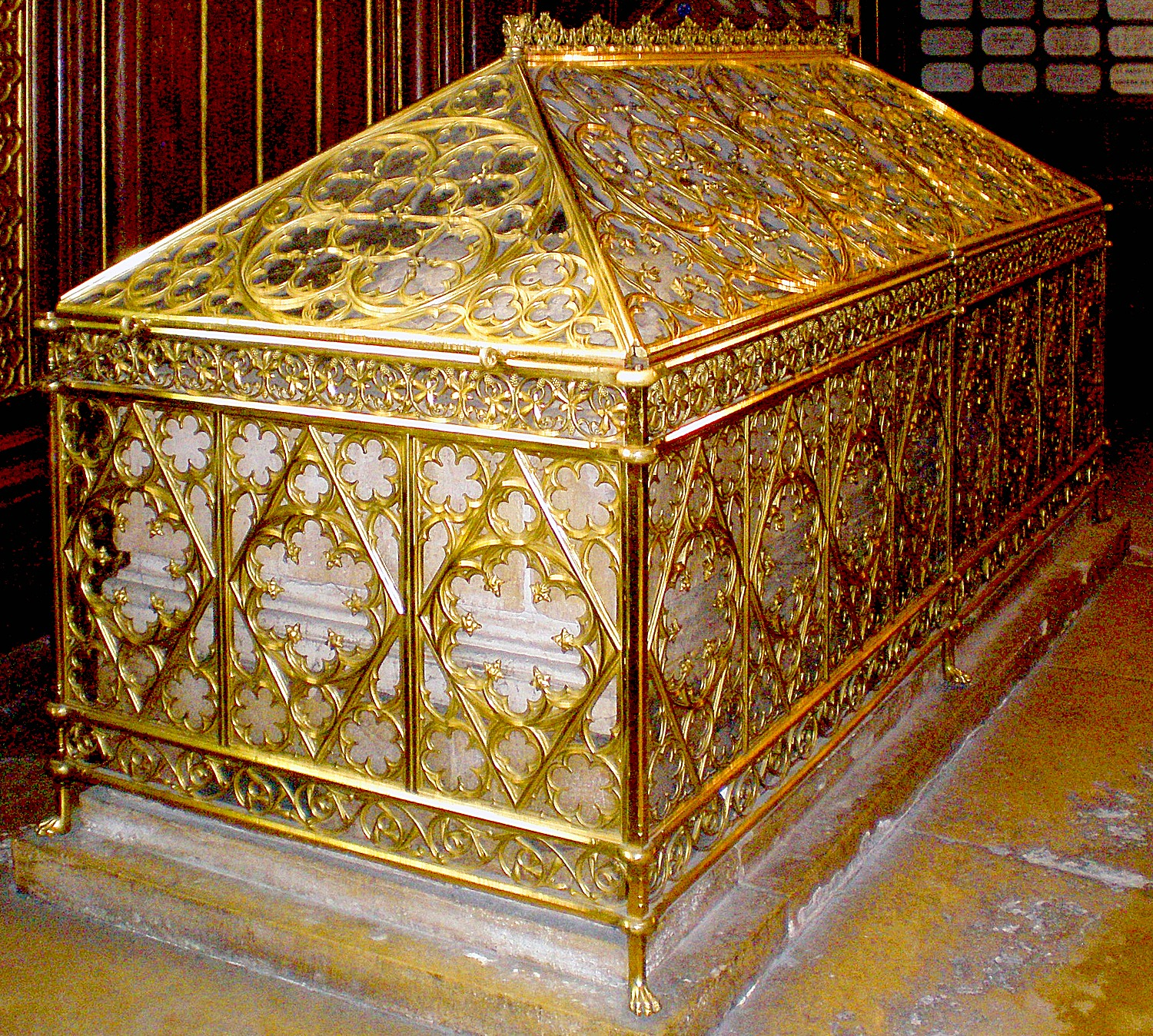
Hrob sv. Geneviève v kostele Saint-Étienne-du-Mont

Mezi řekami Bièvre a Seinou stranou římského osídlení vznikla v době po Divišově působení křesťanská obec, který se skrývala v opuštěných kamenolomech. V roce 360 se v Paříži konal koncil o ariánském heretickém hnutí, které bylo odsouzeno již na Prvním koncilu v Nikaji v roce 325. Toto křesťanské náboženské hnutí se rozšířilo mezi některými germánskými kmeny, především Gótů a Burgundů, ale i jiných.
Osobností této doby byl biskup Marcel († cca 436), další pařížský patron, který dle legendy přemohl draka skrývajícího se na hřbitově jižně od města. Sám zde byl později pohřben a jeho zásluhou vzniklo významné předměstí Saint-Marcel. Jeho obyvatelé používali při pohřbívání části římských staveb jako sarkofágy. V Saint-Marcel zemřela v 5. století ve věku 23 let jistá dulcissima Barbara, první Pařížanka, jejíž jméno je známo (její epitaf byl nalezen v roce 1656).
V roce 451 se Attila a Hunové přiblížili k Paříži. Podle legendy svatá Jenovéfa (Geneviève) svými modlitbami odvrátila jejich vojsko, které zamířilo na jih k Orléans. Tím, že ochránila Paříž před jejich útokem, stala se další patronkou města. Svatá Jenovéfa byla významnou politickou osobností města. Jako jediná dcera romanizovaného Franka, městského rady Severa zdědila podle římského práva veškerý jeho majetek, což jí umožnilo převzít i jeho vliv. V roce 464 oblehl Paříž merovejský král Childerich I. Když v roce 486 vojenské oddíly dalšího merovejského krále Chlodvíka I. porazily římské legie u Soissons, 100 kilometrů severně od Paříže, skončila římská nadvláda v severní Galii i ve městě Paříži. Svatá Jenovéfa vyjednávala s Chlodvíkem převzetí Paříže pod královu ochranu a tudíž i do jeho do jeho pravomoci. Po Chlodvíkově vítězství mu však zakázala vstoupit do města. Ten oblehl město, kde vypukl hladomor. Jenovéfa zorganizovala zásobování a Chlodvíkovo vojsko odtáhlo. Tato napjatá situace mezi Paříží a králem trvala deset let. Paříž byla katolickým ostrovem v jinak ariánské Galii a svatá Jenovéfa nepřerušila styky s Chlodvíkem, který jako jediný franský král přijal křesťanství podle nicejského vzoru.

## Středověk

### Raný středověk

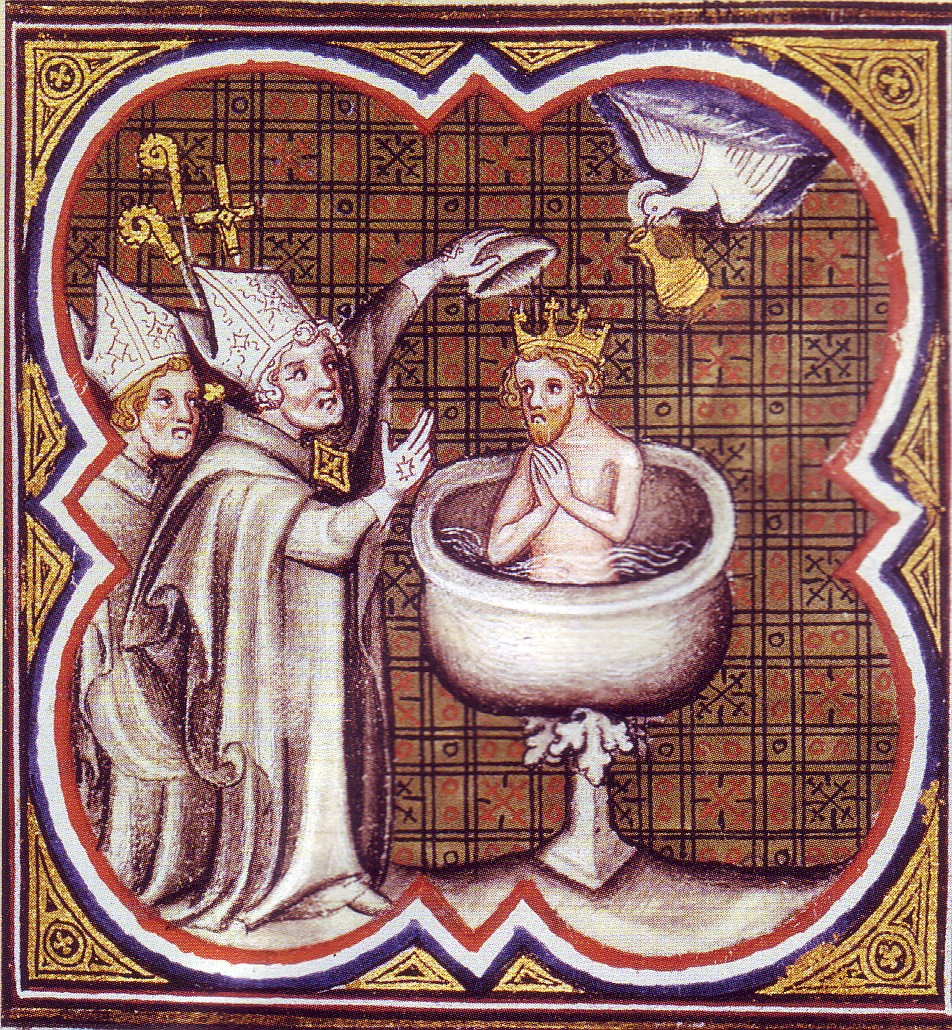
Chlodvík I. přijímá křest

Chlodvík přijal křest v Remeši (496 nebo 498) a zahájil tažení proti ariánství. Se svou ženou Chrodechildou založili roku 502 klášter, kde byla pohřbena svatá Geneviève a posléze i oba královští manželé. Klášter byl původně zasvěcen sv. Apoštolům Petrovi a Pavlovi, ale v 9. století převzal jméno patronky Geneviève. V roce 508 Chlodvík učinil Paříž hlavním městem Franské říše.
Po Chlodvíkově smrti roku 511 se království rozdělilo mezi jeho čtyři syny, z nichž Childebert I. obdržel dílčí království Paříž (vládl 511–558). Kolem roku 540 byla na ostrově Cité postavena či obnovena katedrála svatého Štěpána, kterou mnohem později nahradila katedrála Notre-Dame. Po Childebertově smrti připadla Paříž jeho bratrovi Chlotharovi I. (558–561), který vládl už v sousedním království Neustrie (Soissons). Po něm v obou zemích vládl Chlotharův syn Charibert I. (561–567). Po Charibertově smrti získal Paříž jeho bratr Chilperich I. (567–584) a Paříž se stala součástí království Neustrie. Vládu převzal jeho syn Chlothar II. (584–629) a po něm Dagobert I. (629–639). Kolem roku 651 založil na ostrově Cité biskup Landerik špitál Hôtel-Dieu, který přijímal všechny nemocné bez rozdílu.
V roce 794 Karel Veliký (748–814) učinil Cáchy rezidenčním městem Franské říše a Paříž ztratila svůj význam. Během vlády Karlovců v 9. století se Paříž stala cílem několika vikinských nájezdů, kdy bylo město opakovaně vypáleno.
Poprvé se Normané objevili u Paříže 28. března 845. 6000 mužů připlulo po Seině na 120 lodích. Karel II. Holý zaplatil 7000 liber stříbra, aby uchránil město. Druhý normandský vpád zažila Paříž 28. prosince 856 a město bylo vypáleno. Následoval nájezd 12. června 857, kdy byly vypáleny všechny kostely kromě klášterů Saint-Germain-des-Prés a Saint-Denis, které zaplatily vysoké výkupné. 3. dubna 858 bylo opatství Saint-Germain-des-Prés opět dobyto Normany. V roce 861 proběhl další útok Normanů na Paříž, kdy spálili město a opatství Saint-Germain-des-Prés. Opatství bylo Normany vydrancováno také v roce 869. V roce 870 Karel Holý nařídil v zájmu ochrany Paříže před Vikingskými nájezdy postavit mosty Grand-Pont (Velký most) a Petit-Pont (Malý most).
24. listopadu 885 opět připlulo k Paříži 700 normandských lodí. Pařížský hrabě Odo zorganizoval úspěšnou obranu, která trvala 13 měsíců. Normané se usídlili před hradbami, pustošili okolí, ale Paříž nedobyli. V září 886 k Paříži dorazil císař Karel Holý, který raději zaplatil výkupné 700 liber stříbra, než by s Vikingy bojoval. V květnu 887 a červnu a červenci 889 se pokusili Normané o poslední nájezdy, ale město se podařilo ubránit.

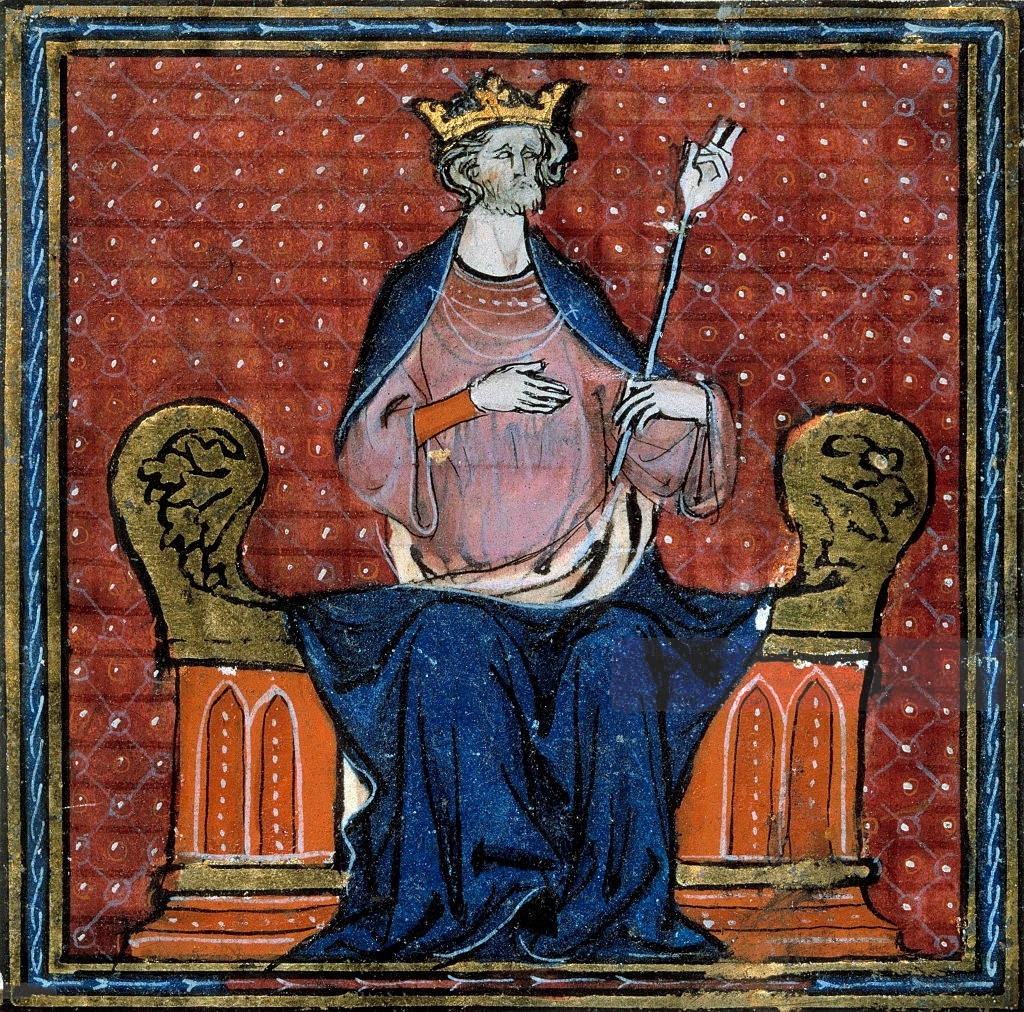
Hugo Kapet na trůnu

Po vítězství nad Vikingy sesadil v roce 888 Odo Pařížský karolínského krále Karla Tlustého a sám vládl jako král Západofranské říše do roku 898.
V říjnu 978 oblehl Paříž císař Ota II. Pařížský hrabě z rodu Robertovců Hugo Kapet se jeho útoku ubránil a císař 30. listopadu s vojskem odtáhl. Po smrti západofranského krále Ludvíka V., posledního mužského potomka z karolínské dynastie, byl Hugo Kapet v roce 987 zvolen králem. Kapet učinil Paříž sídelním městem svého království a založil královský rod Kapetovců, který vládl ve Francii v přímé linii až do roku 1328. Paříž jako sídlo Kapetovců nabyla na významu a získala tím jasnou převahu nad městem Orléans.

### Vrcholný středověk
Na počátku 11. století (poslední zmínka v roce 1007) mizí titul pařížského hraběte a pařížské hrabství jako samostatné území zaniká, neboť území je plně v rukou krále.
12. března 1111 se Pařížané ubránili vojsku Roberta de Beaumont (1048/1049–1118), jednoho zde spolubojovníků Viléma Dobyvatele, který se pokusil zmocnit města. Paříž jako sídlo Kapetovců nabývá na významu a získává jasnou převahu nad městem Orléans.
Kolem roku 1120 se učitelé a žáci církevní školy přemisťují na návrší montagne Sainte-Geneviève na levém břehu, na území budoucí Latinské čtvrti. V roce 1132 vydal pařížský biskup nařízení, kterým chtěl zamezit nepokojům vyvolávaných studenty, jejichž počet rychle narůstal. V roce 1140 začal v Paříži vyučovat Petr Lombardský. V červenci téhož roku byl vykázán z města Pierre Abélard, který odešel do kláštera Cluny.
12. října 1131 došlo k neštěstí, na jehož následky zemřel Filip Francouzský (1116–1131), nejstarší syn Ludvíka VI. Spadl s koně, který se vyděsil pobíhajícího prasete v ulici Rue Saint-Jean. Po této nehodě bylo zakázáno nechávat prasata volně pohybovat po ulicích.
Město začalo vyrůstat i na druhém břehu. V roce 1137 byl městský trh přesunut z náměstí Place de Grève (dnešní Place de l'Hôtel-de-Ville) na nové místo na pravém břehu na okraji města. Vznikla tak tržnice, pozdější Les Halles. První zastřešená tržnice byla otevřena v roce 1181. Aby bylo snadné kontrolovat směnárníky a bankéře, vydal král Ludvík VII. v roce 1141 nařízení, že mohou poskytovat své služby pouze na mostě Pont au Change. Z roku 1150 pochází rovněž od Bernarda z Clairvaux první zmínka o větrném mlýně v Paříži. V této době měla Paříž asi 50 000 obyvatel. Na pravém břehu v roce 1154 začalo odvodňování bažin mezi městem a Montmartrem, čímž se začala formovat nová čtvrť Marais.

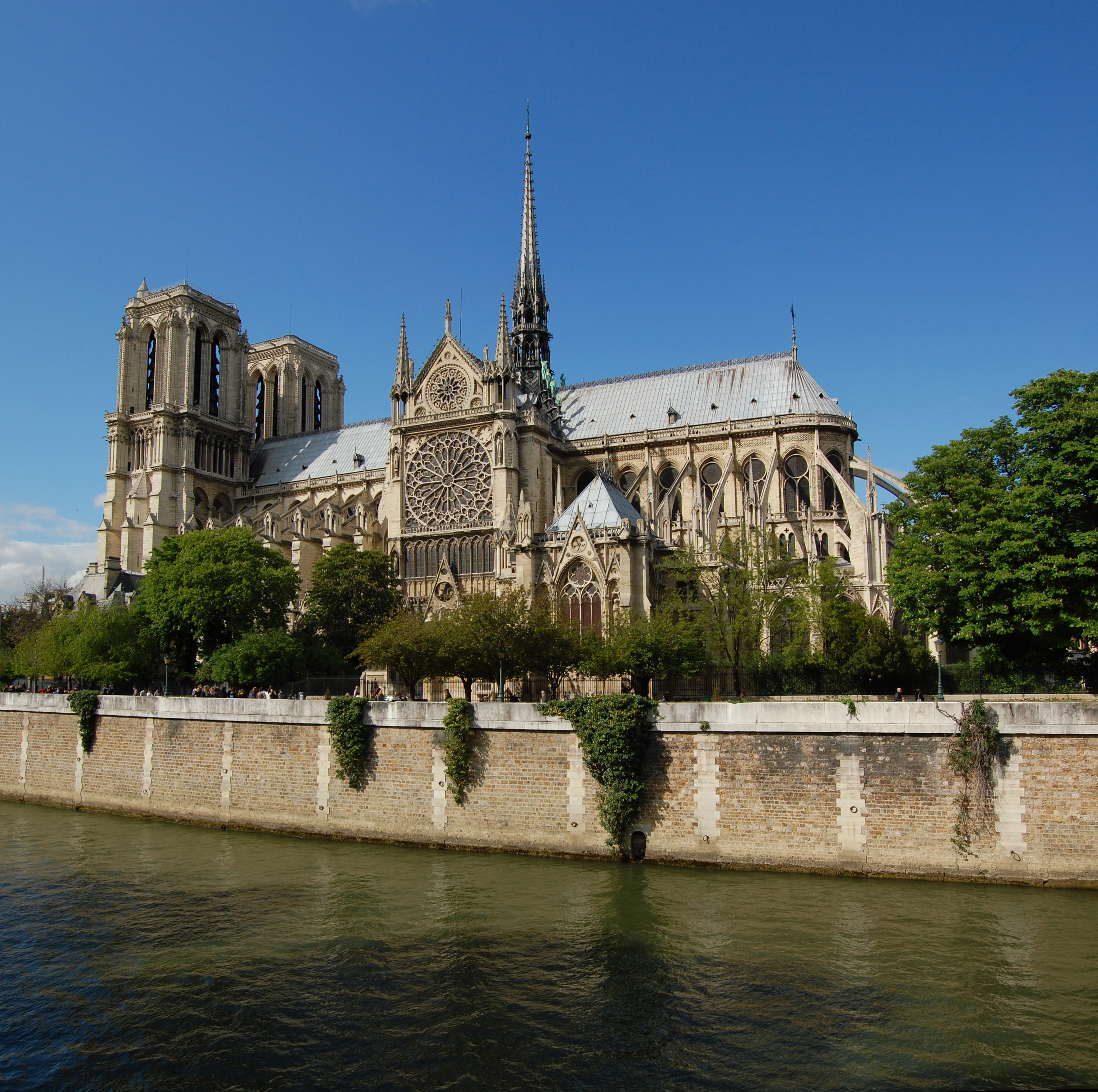
Katedrála Notre-Dame

V roce 1163 biskup Maurice de Sully zahájil výstavbu katedrály Notre-Dame na ostrově Cité, která nahradila předchozí chrám Saint-Étiene. Při něm byla rovněž zbořena nemocnice Hôtel-Dieu a postavena stranou nová. 19. května 1182 byl vysvěcen hlavní oltář katedrály.
Král Filip II. August (1165–1223) se velmi zasloužil o rozvoj Paříže. V roce 1186 nařídil vydláždit hlavní ulice. Kolem roku 1200 se pak na soukromých domech začaly objevovat první znamení umožňující orientaci ve městě. Král ale především nechal vybudovat městské hradby. V té době bojoval panovník s Platagenety. Aby ochránil město v době své nepřítomnosti, nařídil před odjezdem na třetí křížovou výpravu vybudovat kamenné hradby kolem celé Paříže. Nejprve vznikly hradby v letech 1190–1209 na pravém břehu. Případný útok anglického krále by pravděpodobně vedl od severozápadu a levý břeh nebyl z důvodu menšího osídlení tolik významný. Na levém břehu probíhala výstavba v letech 1200–1215. Chráněné území zahrnovalo 253 ha na obou stranách řeky. Současně začal jako součást opevnění budovat na pravém břehu na západním okraji města královský palác Louvre (první část byla dokončena roku 1202), odkud přesídlil z Palais de la Cité, tradičního královského paláce na ostrově Cité.
Panovník rovněž z finančních důvodů zasáhl do života zdejší židovské komunity. Dne 5. února 1180 nechal zatknout představitele židovské obce a odsoudil je k vysoké pokutě 15 000 marek stříbra. V dubnu 1182 vyhnal židy zcela z města a jejich synagogu přeměnil na kostel. Židé se mohli do Paříže vrátit v roce 1198, ovšem pod podmínkou placení vysokých daní.
3. dubna 1194 byl zničen královský archiv v bitvě u Freteval. Filip II. August nařídil, že nyní budou všechny významné akty vznikat ve dvou vyhotoveních, z nichž jeden musí zůstat v Paříži. To je nejen začátek královského archivu, ale i usazení královské správy v Paříži, která již necestovala s králem.

Znak Pařížské univerzity

V roce 1200 se strhla mezi studenty a oddíly pařížského prévôta bitka, při které zemřelo pět osob. Aby panovník zabránil dalším potyčkám, udělil profesorům a studentům privilegium, podle kterého spadali pod jurisdikci pařížského biskupa. Tím dal základ ke vzniku Pařížské univerzity. Univerzitu uznal papež Inocenc III. ve své bule v roce 1215, kterou roku 1231 potvrdil Řehoř IX. Jednotlivé koleje se soustřeďovaly na levém břehu. Nejznámější z nich, Collège de Sorbonne založil v roce 1257 Robert de Sorbon. Se zdejší univerzitou jsou svázána jména významných teologů jako např. Albert Veliký a Tomáš Akvinský.
Středověká Paříž se pomalu rozdělila na dva odlišné celky. Na pravém břehu sídlil král a obchodníci, převládalo zde proto hospodářství a politika a na levém břehu Seiny se formovalo intelektuální centrum.
Také dlouhá vláda Ludvíka IX. (1226–1270) znamenala pro Paříž významné změny. 26. dubna 1248 byla vysvěcena na ostrově Cité Sainte Chapelle, roku 1254 založil Ludvík nemocnici Quinze-Vingt určenou slepcům.
Kolem roku 1240 nařídil biskup Vilém z Auvergne pravidelné zvonění zvonů pro určování času. První zmínka o sestrojení hodin v Paříži pak pochází z roku 1299.
Kolem roku 1250 vzniká Cura Regis neboli Pařížský parlament jako královský soudní dvůr, jehož jedinou pravomocí bylo soudit. Přes svůj název se nejednalo o místní soud, ale jeho pravomoci sahaly od Pikardie k Auvergne a od Pays de la Loire k Champagne.
V roce 1268 sestavil pařížský prévôt Étienne Boileau Knihu řemesel (Livre des métiers), ve které zaznamenal statuta 132 řemesel. Roku 1292 vznikla podobná Kniha měr (Livre de taille) pro daňové účely, která obsahuje řemesla podle ulic, kterých je uvedeno asi 300. Kolem roku 1300 byl sepsán první seznam názvů pařížských ulic. V té době ve městě žilo asi 150 000 – 200 000 obyvatel.

### Pozdní středověk
Počátek 14. století probíhal v Paříži ve znamení mocenských bojů Filipa IV. Sličného. 23. března 1302 a 13. června 1303 svolal panovník do Paříže poprvé generální stavy, aby získal podporu šlechty ve své válce proti papeži. Finanční okolnosti přispěly k rozhodnutí vyhnat 21. června 1306 z Paříže všechny židy a zabavit jejich majetek (vrátit se mohli až v červnu 1315). Stejný osud postihl v roce 1311 lombardské směnárníky. 30. prosince 1306 vypuklo ve městě povstání proti vysokým daním. Sám král se musel uchýlit do sídla templářů, kde byl obléhán davem. 5. ledna 1307 bylo 28 vedoucích povstalců oběšeno.

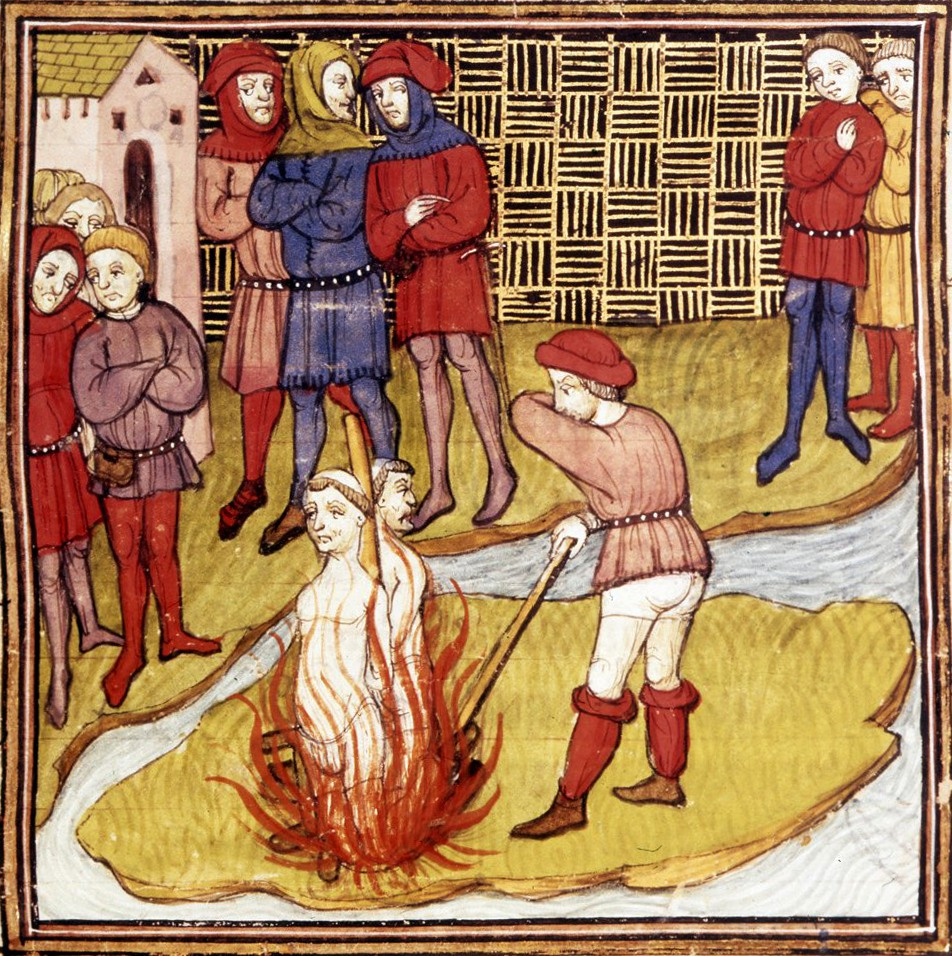
Upálení Jacquese de Molay a Geoffroye de Charnay

V roce 1307 král vystoupil také proti templářům. Ti se po pádu Jeruzaléma v roce 1291 usadili v Paříži. Na pravém břehu mimo tehdejší městské hradby vybudovali své hlavní sídlo nazvané Templ. V pátek 13. října 1307 král nechal zatknout představitele řádu a jejich Temple uzavřít. V roce 1312 papež Klement V. pod tlakem Filipa IV. rozpustil templářský řád a dne 19. března 1314 byli poslední velmistr řádu Jacques de Molay a komtur Normandie Geoffroy de Charnay upáleni v Paříži na ostrově Cité.
V roce 1307 se rovněž Pařížský parlament stal trvalou institucí, která soudila jménem krále. Odvolení proti jeho rozhodnutí mohla projednávat pouze královská rada. V prosinci 1320 byla stanovena definitivní organizace parlamentu. Dělil se na tři komory: Velká komora (Grand-Chambre), Vyšetřovací komora (Chambre des enquêtes) a Komora žádostí (Chambre des requêtes).
V roce 1320 se populace Paříže odhaduje na 250 000 osob. V následujících letech však obyvatelstvo postihlo několik pohrom. Po kruté zimě 1325/1326 zničila povodeň všechny mosty na ostrově Cité a ostrov musel být po dobu pěti týdnů zásobován pouze loděmi. V letech 1348–1350 postihla město morová epidemie tzv. černá smrt, která zahubila asi čtvrtinu obyvatel. V roce 1348 byl vydán královský zákaz zametat ulice po velkých deštích, aby se zamezilo splavování odpadu do Seiny, která byla hlavním zdrojem pitné vody pro město. V květnu 1349 opustila královská rada Paříž kvůli vrcholící epidemii moru. V roce 1350 byly zřízeny první otevřené stoky pro odvod splašků z města. Následkem epidemií byla stagnace v rozvoji města, která trvala až do poloviny 15. století.
Nicméně v roce 1345 po 182 letech prací byla dokončena stavba katedrály Notre-Dame. 7. července 1357 koupil Étienne Marcel, prévôt des marchands, dům s podloubím na náměstí Place de Grève, ve kterém byla umístěna pařížská radnice.

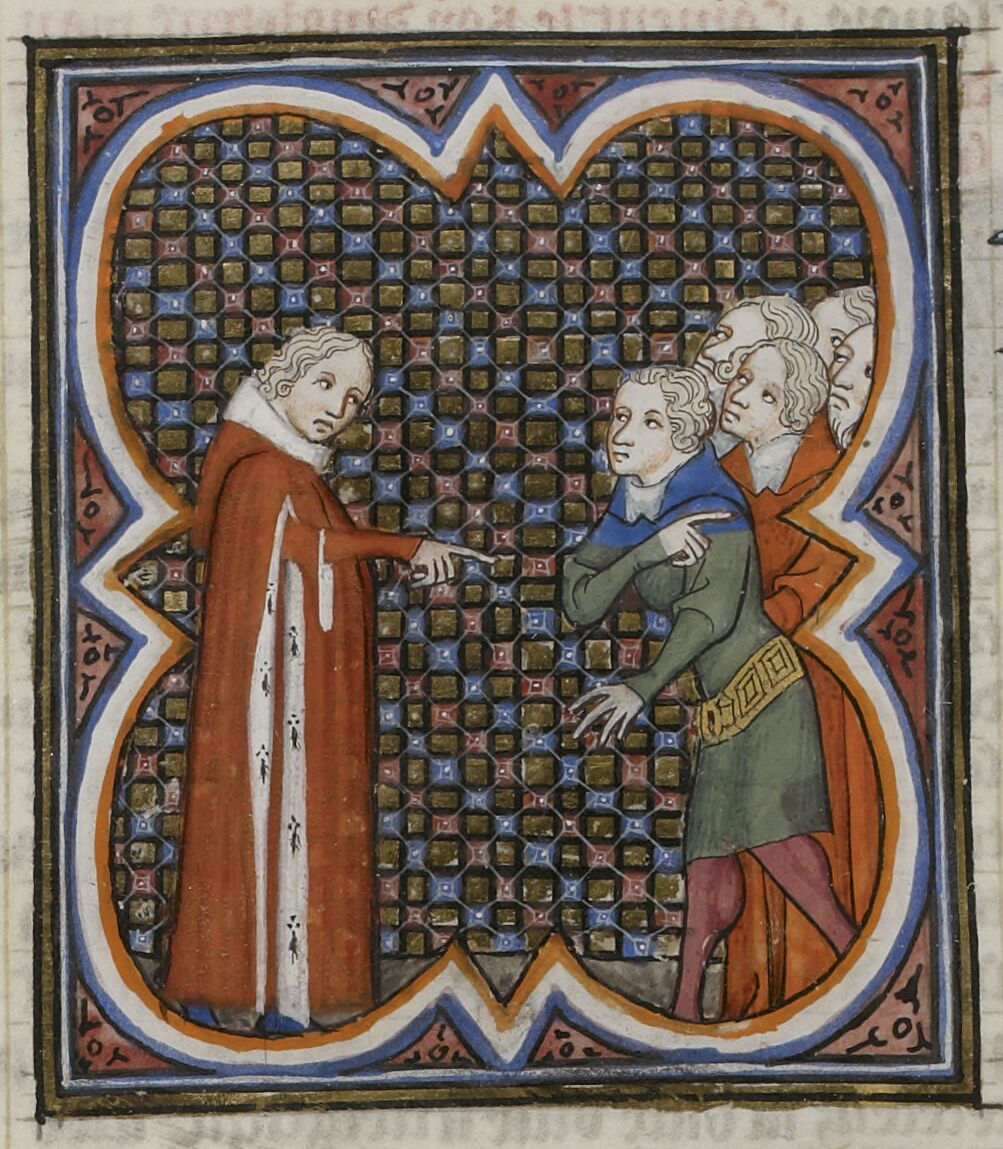
Dauphin Karel přijímá Étienna Marcela s doprovodem

V roce 1358 se v Paříži projevily dozvuky stoleté války. 22. února vypuklo povstání pod vedením Étienna Marcela. Pařížané pod jeho vedením se zbraněmi zaútočili na královské sídlo Palais de la Cité. Dauphin, pozdější král Karel V. musel uprchnout z Paříže a přislíbil jim účast na královské správě, takže čtyři měšťané se mohli stát členy královské rady. Povstání bylo za pomoci šlechty ještě téhož roku potlačeno. 31. července byl Étienne Marcel popraven a 2. srpna vstoupil dauphin do Paříže. Další lidové povstání namířené proti králi (a jeho daním), tzv. povstání maillotinů proběhlo v Paříži v březnu 1382.
Ve druhé polovině 14. století sužovaly Paříž rovněž opakované morové epidemie (1360–1363, 1366–1369, 1374, 1379–1380, 1382, 1399–1401). Nepomohlo ani nařízení z roku 1374, které ukládalo za povinnost zřídit ve všech soukromých domech latriny.
Jiný zákaz pařížského prévôta z 22. ledna 1397 se týkal hry jeu de paume, předchůdce tenisu, která odváděla od povinností v rodině a řemeslu. Hráči však tento zákaz nerespektovali, proto bylo 22. června téhož roku upraveno. Zákaz platil pro všední dny a hrát se mohlo jen v neděli, ovšem ani tento zákaz nebyl dodržován.
Karel V. nechal na levém břehu vystavět nové městské hradby, které by město lépe ochránily před útokem Angličanů. Navíc zde nechal vystavět nový královský palác Saint-Pol, neboť po útoku měšťanů se na ostrově Cité již necítil bezpečně. Výstavba hradeb byla dokončena roku 1383 za jeho nástupce Karla VI. Součástí těchto hradeb byla i pevnost Bastila vystavěná v letech 1370–1382.
I přes tato opatření vpadli během stoleté války 29. května 1418 angličtí spojenci Burgunďané do Paříže a převzali kontrolu nad městem. V roce 1431 se Jindřich VI. Anglický nechal v katedrále Notre-Dame korunovat králem Francie.
Teprve po roce 1435, když Burgunďané ukončili spojenectví s Anglií, francouzská vojska získala převahu. 15. dubna 1436 dobyl francouzský král Karel VII. Paříž zpět.

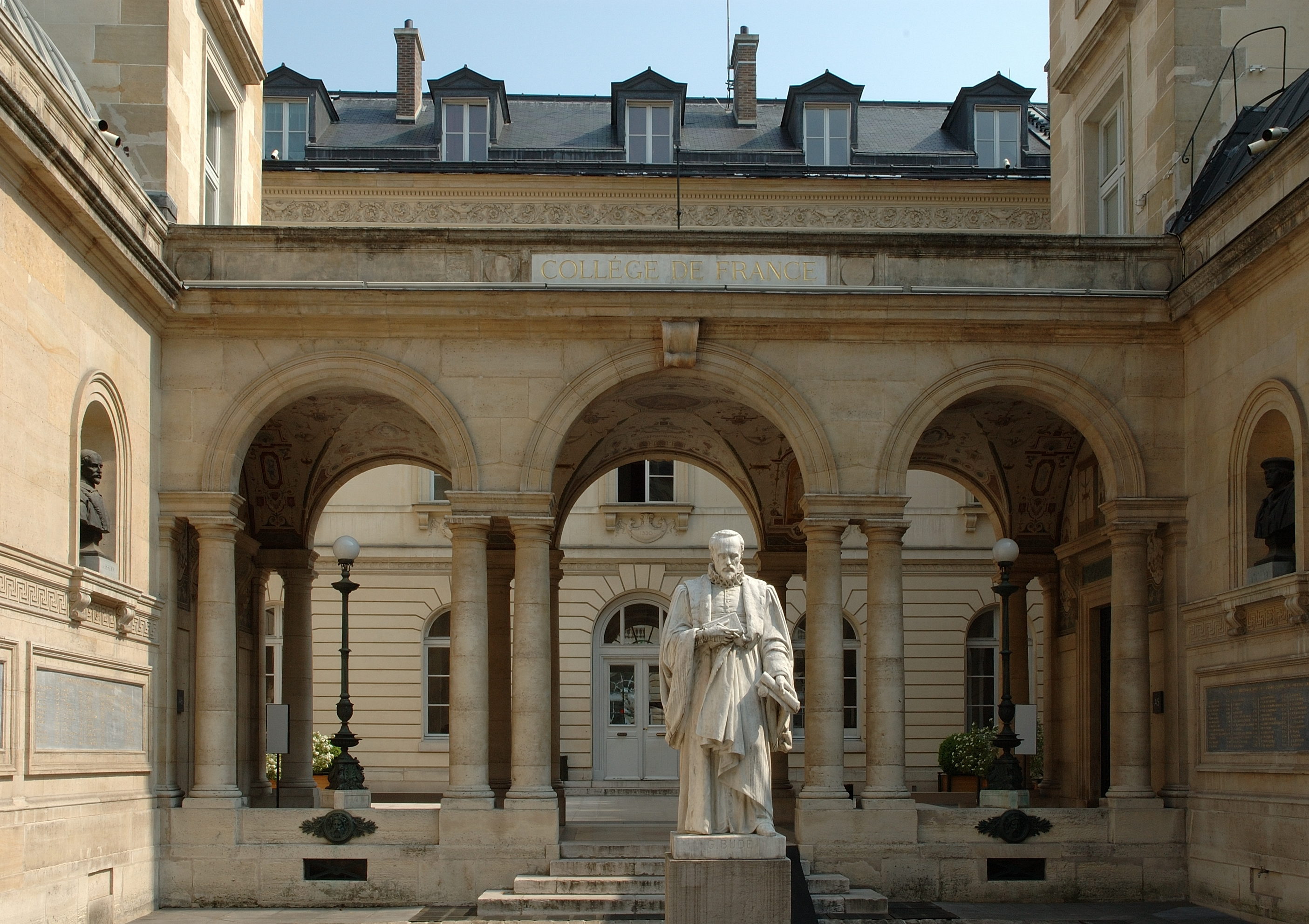
Nádvoří Collège de France

## Novověk

### Renesance
Za vlády Františka I. (1515–1547) došlo k významnému rozvoji umění a kultury. Král prostřednictvím svých agentů nakupoval díla italských umělců jako Michelangelo, Tizian nebo Raffael a položil tím základ královské obrazové sbírky, která je nyní vystavena v Louvru. Jeho nejvýznamnějším stavebním projektem bylo rozšíření zámku Fontainebleau u Paříže. V Paříži založil v roce 1530 mimo jiné vysokou školu Collège de France, která se stala významným konkurentem dosavadní Pařížské univerzity. V roce 1533 byla postavena budova Pařížské radnice.

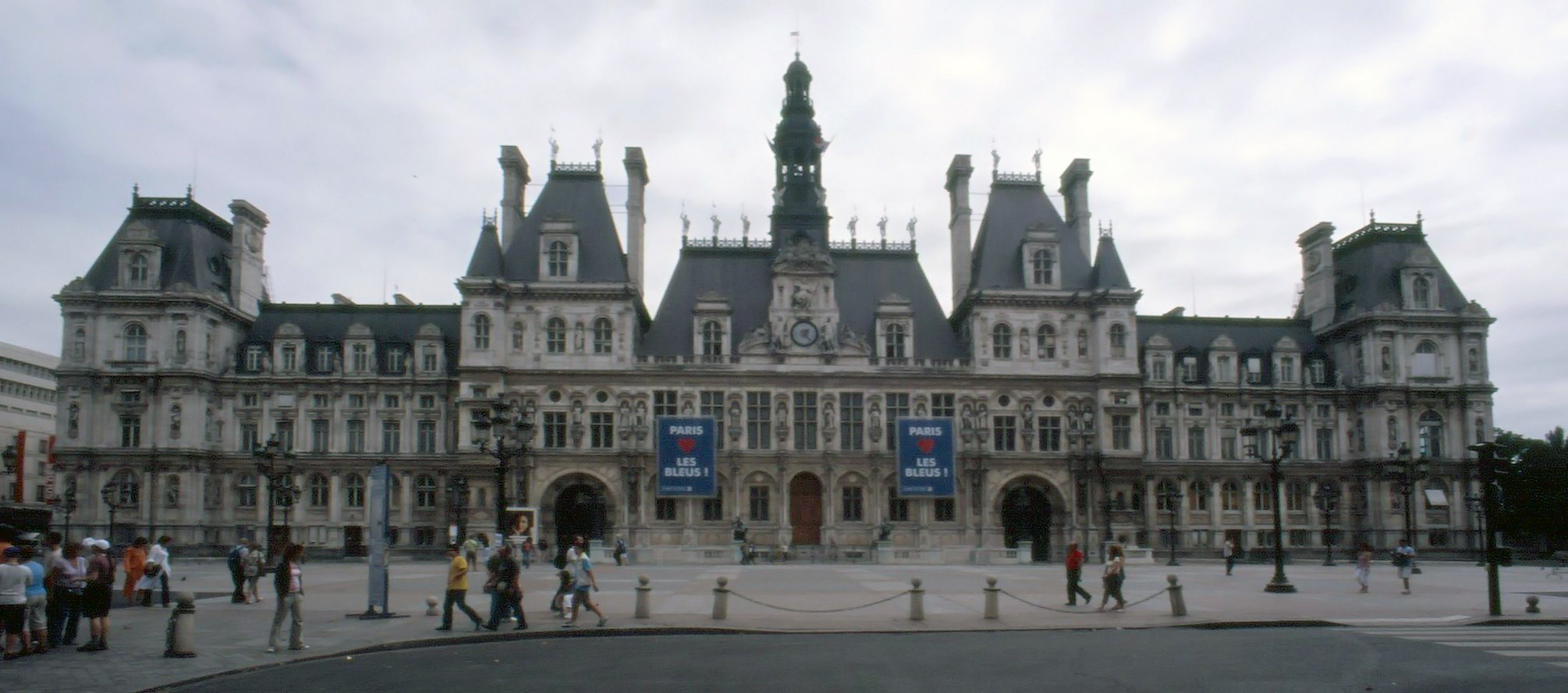
Pařížská radnice

30. srpna 1548 bylo v Paříži otevřeno první stálé divadlo v Hôtel de Bourgogne. V roce 1553 byla do Paříže uvedena zmrzlina italskými zmrzlináři.
Také král Jindřich IV. Navarrský zanechal odkaz v architektuře Paříže. K jeho nejvýznamnějším počinům patří výstavba náměstí Place des Vosges (1605–1612) ve čtvrti Marais, která se od 16. století stala vyhledávanou čtvrtí francouzské šlechty, ve stejné době bylo dokončeno i Place Dauphine, a dále založení druhé nejstarší pařížské nemocnice Saint-Louis (1607). Z doby jeho vlády rovněž pochází nejstarší kamenný pařížský most Pont Neuf dokončený v roce 1607.

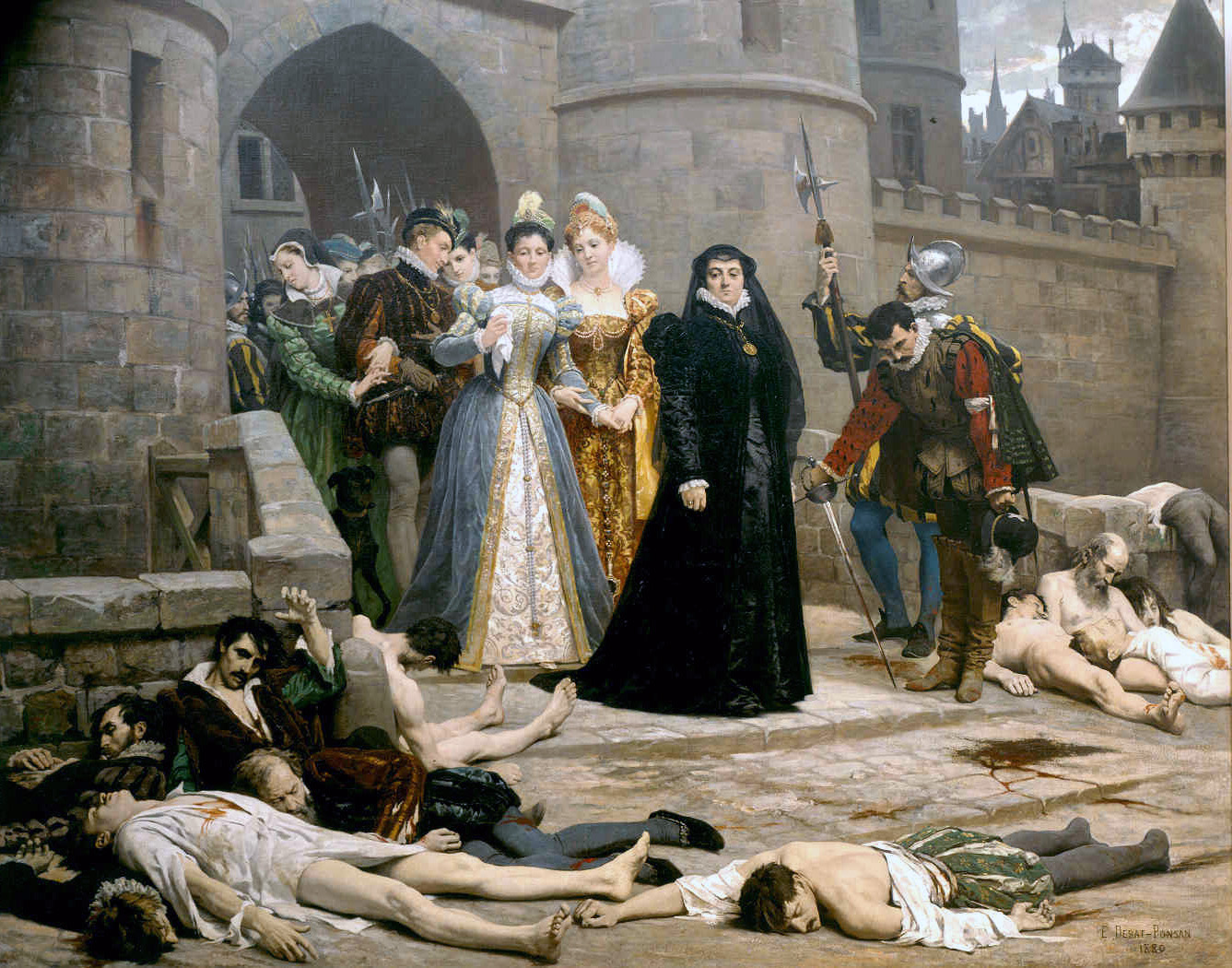
Kateřina Medicejská obhlíží mrtvé po Bartolomějské noci

### Reformace a náboženský rozkol
V 16. století sužovaly Francii náboženské rozpory. Již 15. dubna 1521 odsoudila pařížská univerzita učení Martina Luthera. 4.–5. září 1557 proběhly v Paříži nepokoje katolíků proti reformaci. 25. května 1559 se ve městě konala první synoda kalvinistů v ulici Rue des Marais. Během hugenotských válek v letech 1562–1598 město zůstalo v katolických rukách. Při Bartolomějské noci 24. srpna 1572 a v následujících dnech bylo v samotné Paříži povražděno 2 000 – 3 000 hugenotů, včetně hlavních protestantských představitelů. Smrti unikli jen královi příbuzní Jindřich Navarrský a Jindřich II. Bourbon-Condé. Matka francouzského krále Karla IX., regentka Kateřina Medicejská dala podnět k pogromu po neúspěšném pokusu o atentát 21. srpna na vůdce hugenotů, kalvinistu Gasparda de Coligny. V roce 1590 protestantský král Jindřich IV. neúspěšně obléhal Paříž, která byla v rukou Katolické ligy, stejně tak i na začátku roku 1591. Teprve 22. března 1594 vstoupil král do města.
V roce 1598 byl vydán Edikt nantský, kterým náboženské války skončily. Hugenoti obdrželi omezené náboženské svobody, ovšem jinak byli vyloučeni z účasti ve významných církevních a světských úřadech. Vláda Jindřicha IV. skončila 14. května 1610, kdy byl na něj v Paříži v ulici Rue de la Ferronnerie spáchán atentát.

### Absolutismus

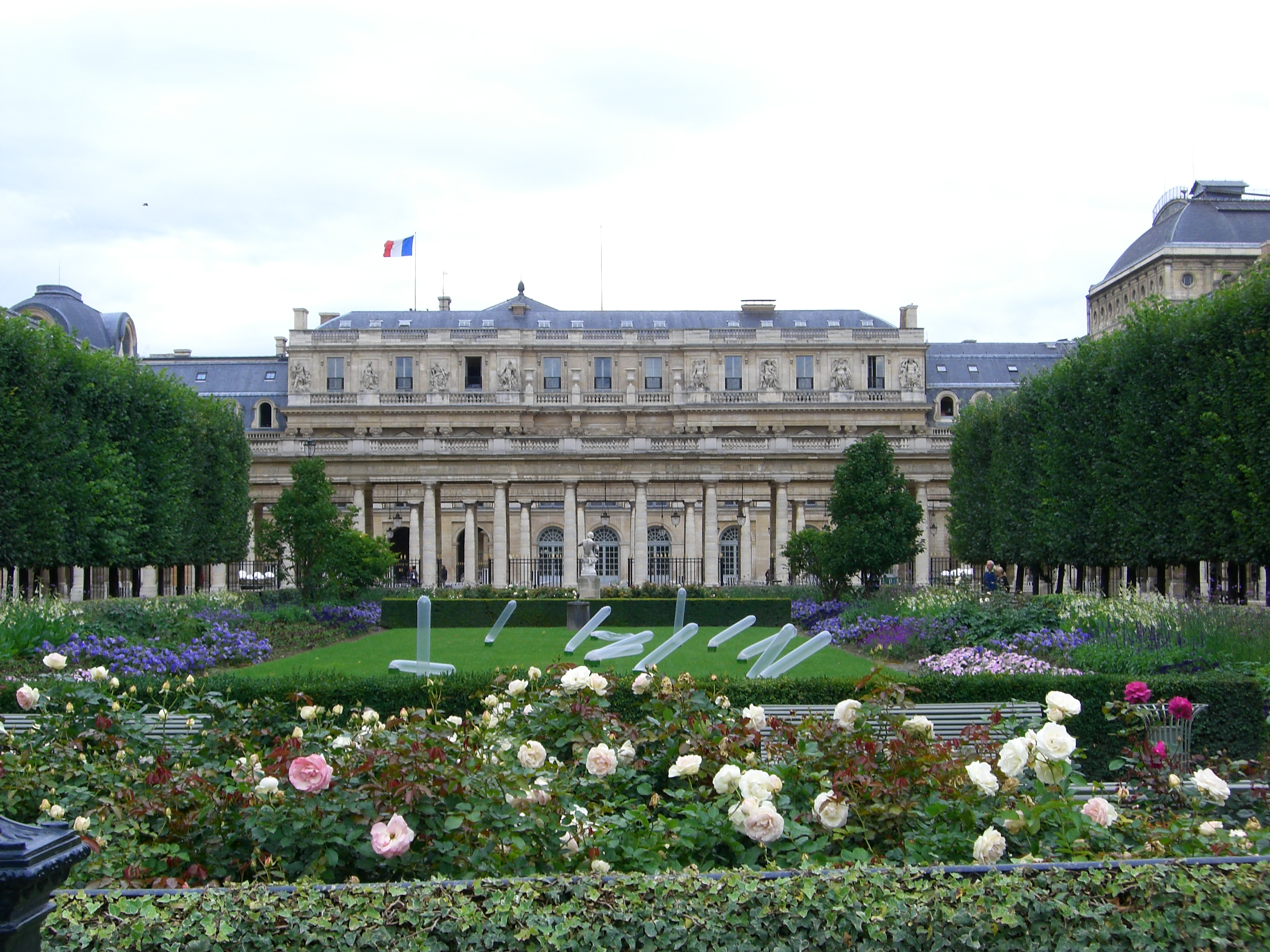
Palais Royal

Za vlády Jindřichova syna Ludvíka XIII. (1610–1643) došlo k hospodářskému vzestupu města. Vedle čtvrti Marais se rozvíjela i předměstí Saint-Honoré a Saint-Germain. V té době byly dokončeny stavby jako Lucemburský palác pro Marii Medicejskou, klášter Val-de-Grâce založený královnou Annou Rakouskou nebo Palais Royal pro kardinála Richelieu. Založení botanické zahrady Jardin des plantes (1626), Francouzské akademie (1635) a královské tiskárny v Louvru (1640) posílilo kulturní význam hlavního města. 30. května 1631 vyšlo první číslo pařížských novin La Gazette de France. V roce 1636 byl v Paříži uveden nový nápoj – čaj. Prodej kávy byl povolen v roce 1643, ovšem vzápětí na 20 let opět odvolán. V letech 1633–1636 nechal Ludvík XIII. rozšířit městské hradby.

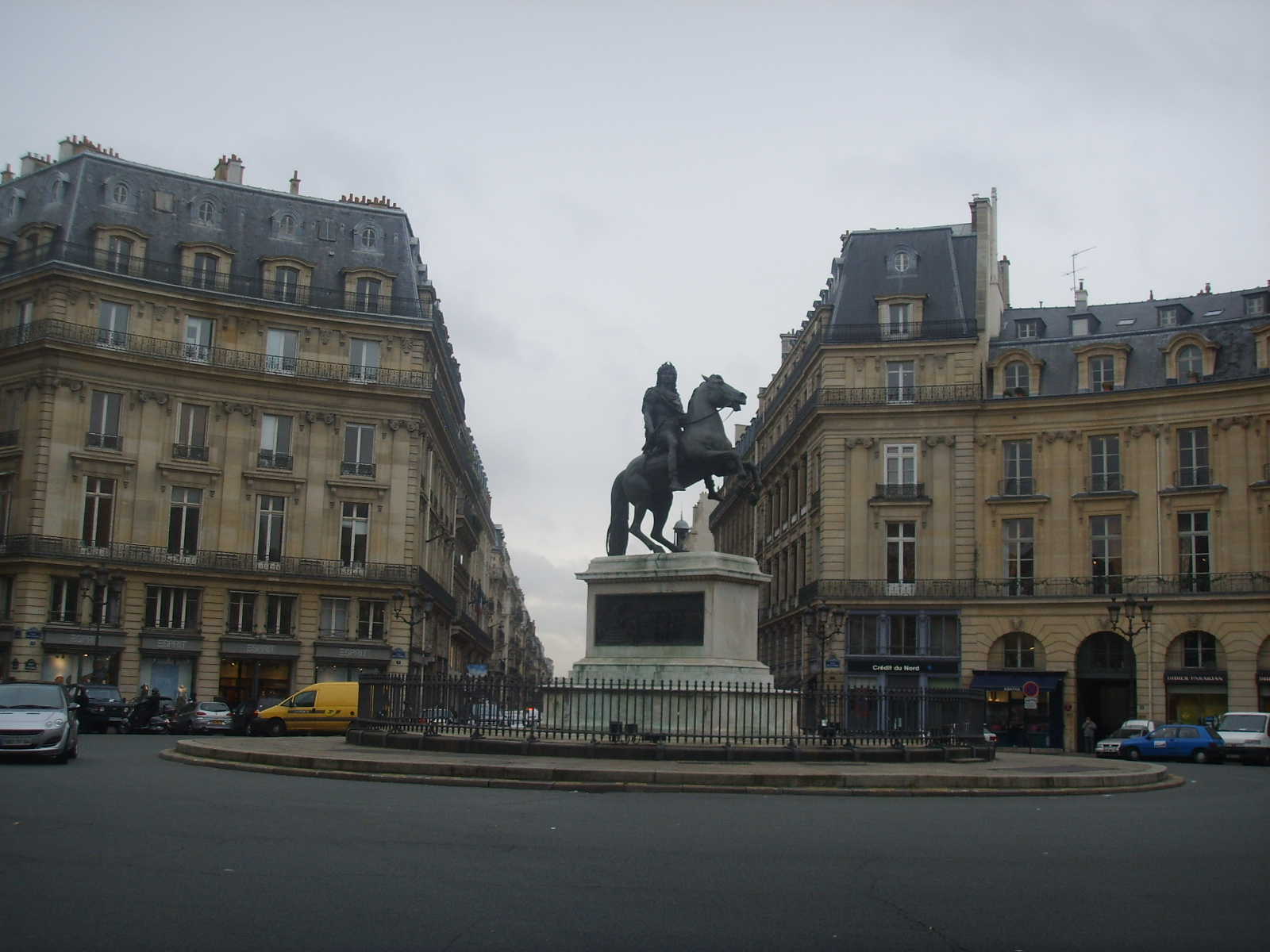
Place des Victoires

Následná vláda Ludvíka XIV. (1643–1715) představovala vyvrcholení územního plánování, při kterém se Paříž stala modelem městské barokní výstavby. Během Ludvíkova panování bylo na jeho příkaz zavedeno osvětlení ulic, modernizováno zásobování vodou a vybudovány stavby jako vojenská nemocnice Invalidovna, ústav Salpêtrière nebo Pařížská observatoř. Vznikla rovněž náměstí Place des Victoires a Place Vendôme. Panovník také nechal strhnout hradby svého předchůdce a na jejich místě vybudovat Velké bulváry. 15. května 1651 se uskutečnil za účasti mladého Ludvíka XIV. v Bois de Boulogne první moderní dostih.
6. května 1682 přeložil Ludvík XIV. svou rezidenci do Versailles. Přesto Paříž zůstala politickým centrem Francie, což bylo dáno její vysokou populací a vedoucí ekonomickou rolí v zemi.
V 18. století narůstá ve městě počet kaváren, jako slavná Café Procope i literárních a filozofických salónů, které posilovaly kulturní pověst Paříže jako centra liberálních myšlenek osvícenství. V roce 1722 vznikli pařížští hasiči a roku 1738 první poštovní úřad. 21. listopadu 1783 proběhl první let člověka v balonu. Pilâtre de Rosier uskutečnil svůj let balonem postaveným bratry Montgolfierovými. Trval 28 minut a balon při něm vystoupal nad Paříž do výšky 1000 m.
V letech 1785–1788 byly kolem Paříže postaveny nové hradby zvané Mur des Fermiers généraux. Jejich účel nebyl vojenský, ale ekonomický, kontrolovaly import zdaněného zboží do Paříže.

### Paříž mezi revolucemi 1789 a 1848

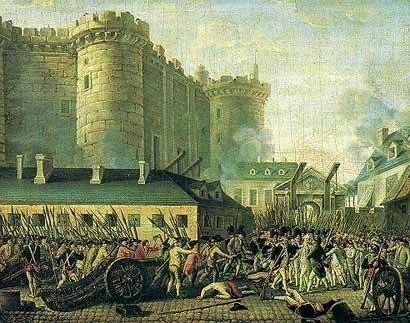
Útok na Bastillu

Útokem na Bastilu 14. července 1789 začala v Paříži Velká francouzská revoluce. 6. října 1789 byl Ludvík XVI. s rodinou internován v paláci Tuileries. 3. září 1791 byla přijata ústava a Francie se stala konstituční monarchií. V roce 1792 byl král zbaven úřadu a obviněn z velezrady a 21. ledna 1793 popraven gilotinou na Place de la Révolution (dnes Place de la Concorde).
Město Paříž sice v důsledku revoluce nesmělo používat svůj znak, ale další změny znamenaly pro město přechod na moderní správu. Především byl zrušen úřad prévôt des marchands. Poslední prévôt Jacques de Flesselles byl zastřelen hned 14. července 1789 před radnicí, kterou obsadili revolucionáři. Stal se tak druhým šlechticem popraveným během revoluce (prvním byl markýz Bernard-René Jordan de Launay, guvernér Bastily). Místo něho byl jmenován Jean Sylvain Bailly jako první starosta Paříže. Dne 11. října 1795 bylo město rozděleno na 12 obvodů.
Napoleon Bonaparte během své vlády po sobě zanechal rovněž několik pamětihodností, z nichž nejznámější je Vítězný oblouk nebo méně známý Vendômský sloup. Jeho projekt paláce římského krále však nebyl realizován. Během napoleonských válek byla Paříž cílem koalice bojující proti Napoleonovi. Poté, co spojenci 30. března 1814 dobyli kopec Montmartre, se vzdali francouzští obránci města. Odpoledne 31. března 1814 vpochodovala spojenecká vojska v čele s ruským carem Alexandrem I. a pruským králem Fridricha III. do Paříže. Podruhé byla Paříž obsazena spojeneckými armádami 22. června 1815 po bitva u Waterloo a definitivní abdikaci Napoleona.
V roce 1816 bylo v 1600 pařížských ulicích 5000 lamp pro noční osvětlení. Na jejich kvalitu si však obyvatelstvo stěžovalo. Bylo proto rozhodnuto o zavedení plynového osvětlení podle londýnského vzoru. 3. června 1825 probíhaly první pokusy s veřejným plynovým osvětlením na Place Vendôme. Jako první byla takto osvětlena Passage des Panoramas a od 1. ledna 1829 byla plynovými lampami vybavena celá ulice Rue de la Paix. 8. července 1817 byla v Paříži otevřena první horská dráha. 4. listopadu 1825 byl zprovozněn Canal Saint-Martin. 30. ledna 1828 vyjely první omnibusové linky s vozy tažené koňmi využívané jako hromadná doprava.

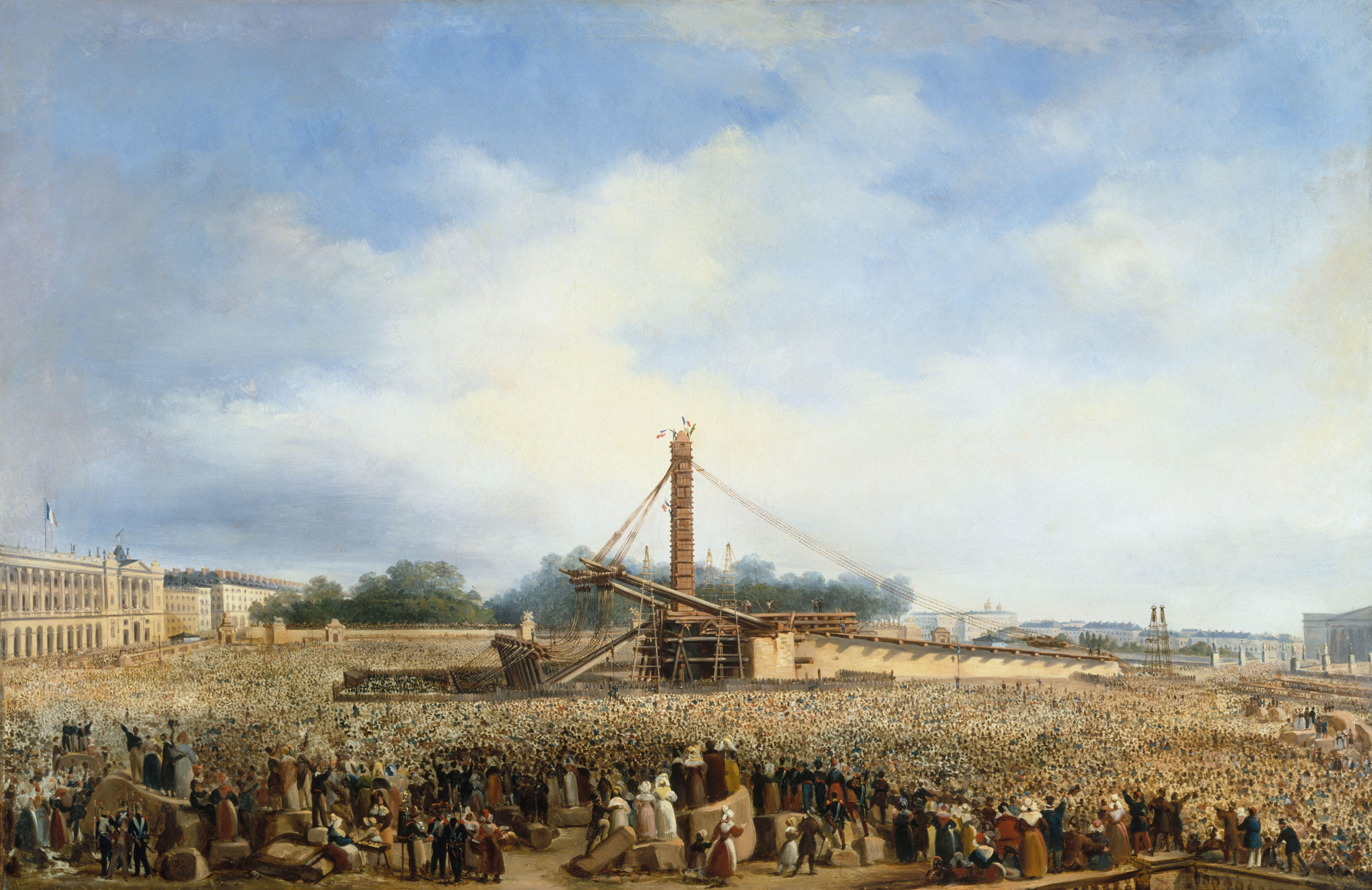
Vztyčení Obelisku na Place de la Concorde v roce 1836

Červencová revoluce, která vypukla v Paříži ve dnech 27. – 29. července 1830 vedla až ke svržení Bourbonů a nastolení krále Ludvíka Filipa, od něhož si měšťané slibovali zlepšení svých práv. Období jeho panování (1830–1848) však bylo poznamenáno odklonem od liberalismu, rostoucími skandály a korupcí. Francouzská buržoazie byla nakonec zklamána královou politikou. Především volební cenzus, který omezoval střední třídu v jejím vlivu na zákonodárství, posílil odpor vůči králi. Také mezi dělníky panovala nespokojenost kvůli jejich sociální situaci, která byla zhoršena zemědělskou a obchodní krizí v roce 1847.
Poté, co král zakázal plánovaný banket k reformě volebního zákona, došlo v Paříži 21. února 1848 k veřejným protestům, které se v krátkém čase změnily v revoluci. Během únorové revoluce 1848 tak došlo k dočasnému spojení dělníků a měšťanů. Ve dnech 23. a 24. února následovaly silné pouliční boje na barikádách mezi revolucionáři a královským vojskem. 24. února byl neoblíbený premiér François Guizot přinucen k rezignaci. Krátce poté král Ludvík Filip uprchl do exilu do Anglie. Poté byla ustanovena prozatímní vláda liberálního politika Alphonse de Lamartine a vyhlášena Druhá republika.
24. června 1848 došlo v Paříži k novému povstání dělníků po uzavření francouzských národních dílen, které umožňovaly nezaměstnaným pracovní místa. Červnové povstání bylo brzy po těžkých bojích francouzské armády a národní gardy krvavě potlačeno. Po jeho skončení bylo 3000 osob mrtvých a zhruba 15 000 bylo posláno do trestních táborů v koloniích.

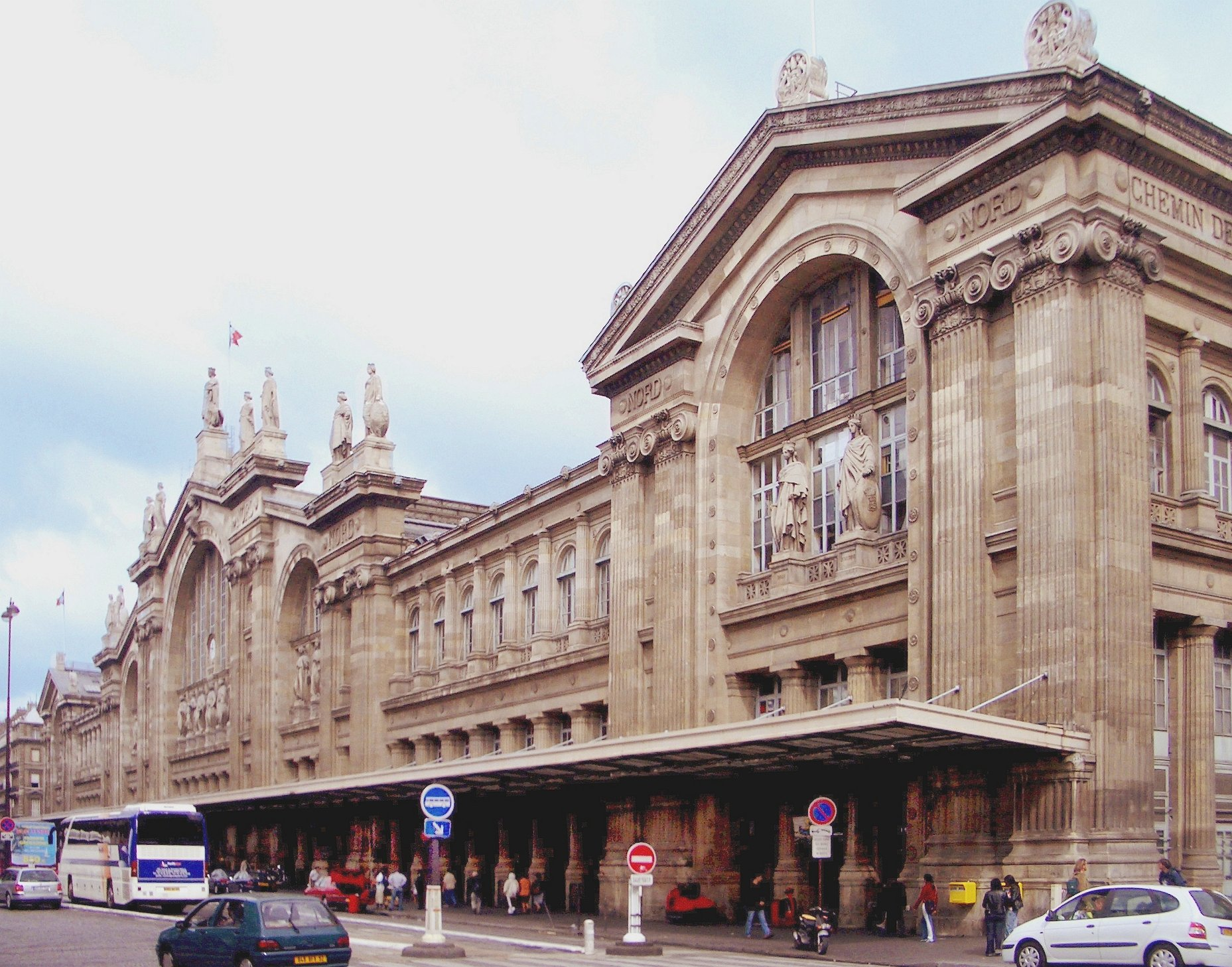
Nádraží Gare du Nord

Od 30. let nastal v Paříži rozvoj železniční dopravy. 26. srpna 1837 byla otevřena první železniční trať z Paříže do Saint-Germain-en-Laye, železnice do Versailles následovala 2. srpna 1839. Dne 2. května 1843 byla otevřena trať do Orléans a o den později do Rouenu. 7. ledna 1846 bylo dokončeno nádraží Gare du Nord a 14. června téhož roku zprovozněna železniční trať do Lille. V roce 1851 byl otevřen první úsek železniční tratě Petite Ceinture, která posléze obkružovala celou Paříž.
Dne 24. prosince 1840 byla do Paříže převzata tradice z Lotrinska zdobit vánoční stromek. V roce 1842 začala výroba prvních francouzských cigaret ve čtvrti Gros-Caillou. 20. října 1843 proběhly první zkoušky s elektrickým osvětlením na Place de la Concorde.
V letech 1840–1845 byly pro obranné účely v pětikilometrové vzdálenosti kolem Paříže vybudovány nové hradby. Se svými 39 km délky, 94 baštami a 16 pevnostmi byly největším opevněním na světě.

## Moderní dějiny

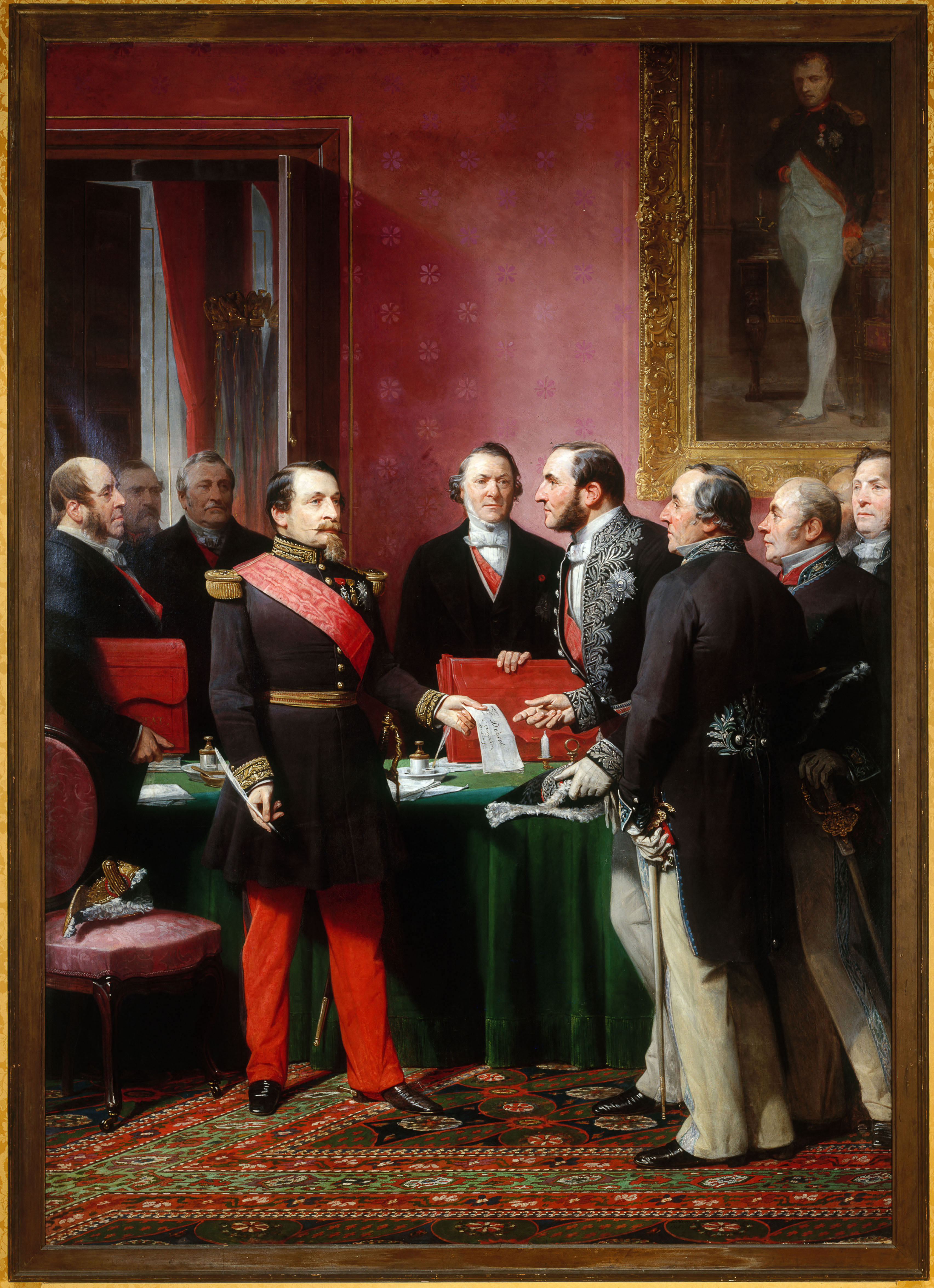
Napoleon III. pověřuje barona Haussmanna přestavbou Paříže (1860)

### Vznik moderního města
Napoleon III. se během své císařské vlády (1852–1870) rozhodl přebudovat hlavní město, aby tím podtrhl průmyslový a společenský rozvoj, kterým procházela celá Francie. Velkorysé plány na přestavbu Paříže byly odhlasovány zákonem 19. května 1858. Realizací náročného úkolu byl pověřen prefekt a architekt Georges-Eugène Haussmann. Prefekt společně s architekty Gabrielem Davioudem a Jeanem Charlesem Alphandem nechali asanovat celé čtvrtě na pravém i levém břehu. Úzké středověké uličky a hygienicky nevyhovující stavby byly strženy a nahrazeny širokými třídami obklopenými velkolepými stavbami a alejemi stromů, kudy se mohly pohybovat nové dopravní prostředky. Tato opatření měla též bezpečnostní efekt, neboť na širokých bulvárech bylo obtížné stavět barikády. Byly zakládány městské zahrady a parky. K nejvýznamnějším z té doby patří Boulogneský a Vincenneský lesík, Parc Monceau, Parc Montsouris nebo Parc des Buttes-Chaumont. Na jejich tvorbě spolupracoval i zahradní architekt Jean-Pierre Barillet-Deschamps. Této radikální přestavbě unikly pouze čtvrť Marais na pravém břehu a částečně Latinská čtvrť na levém. Paříž tak sice ztratila svůj tradiční středověký ráz, ale vznikla zcela nová koncepce moderního města, která byla napodobována i v jiných metropolích. V Praze v mnohem menším měřítku v Pařížské ulici.
Ze staveb té doby jsou nejvýznamnější Palais de l'Opéra (Charles Garnier), divadla Théâtre du Châtelet a Théâtre de la Ville na Place du Châtelet (Gabriel Davioud), Hôtel-Dieu a kasárny na ostrově Cité (dnešní sídlo Policejní prefektury), kostel Nejsvětější Trojice, kostel sv. Ambrože nebo kostel sv. Augustina.
S touto přestavbou bylo spojeno i územní rozšíření Paříže, poslední v její historii. Dne 1. ledna 1860 bylo připojeno k Paříži 11 okolních obcí: Auteuil, Passy, Batignolles-Monceaux, Montmartre, La Chapelle, La Villette, Belleville, Charonne, Bercy, Vaugirard a Grenelle. Hranice města se posunuly k tehdejším hradbám a v této podobě existují do současnosti. Zároveň byla Paříž nově rozdělena na 20 obvodů a každý obvod na čtyři administrativní čtvrtě. I toto správní členění zůstalo v platnosti doposud.
V roce 1855 se v Paříži konala světová výstava a stejně tak i v následujících letech 1867, 1878, 1889, 1900 a 1937, které zdůraznily kulturní a politický význam města.
V červenci 1870 vypukla prusko-francouzská válka, která měla významné důsledky pro Paříž i celou Francii. Napoleon III. byl 2. září zajat a o dva dny později byla vyhlášena Třetí republika. Paříž byla obklíčena pruskými vojsky.

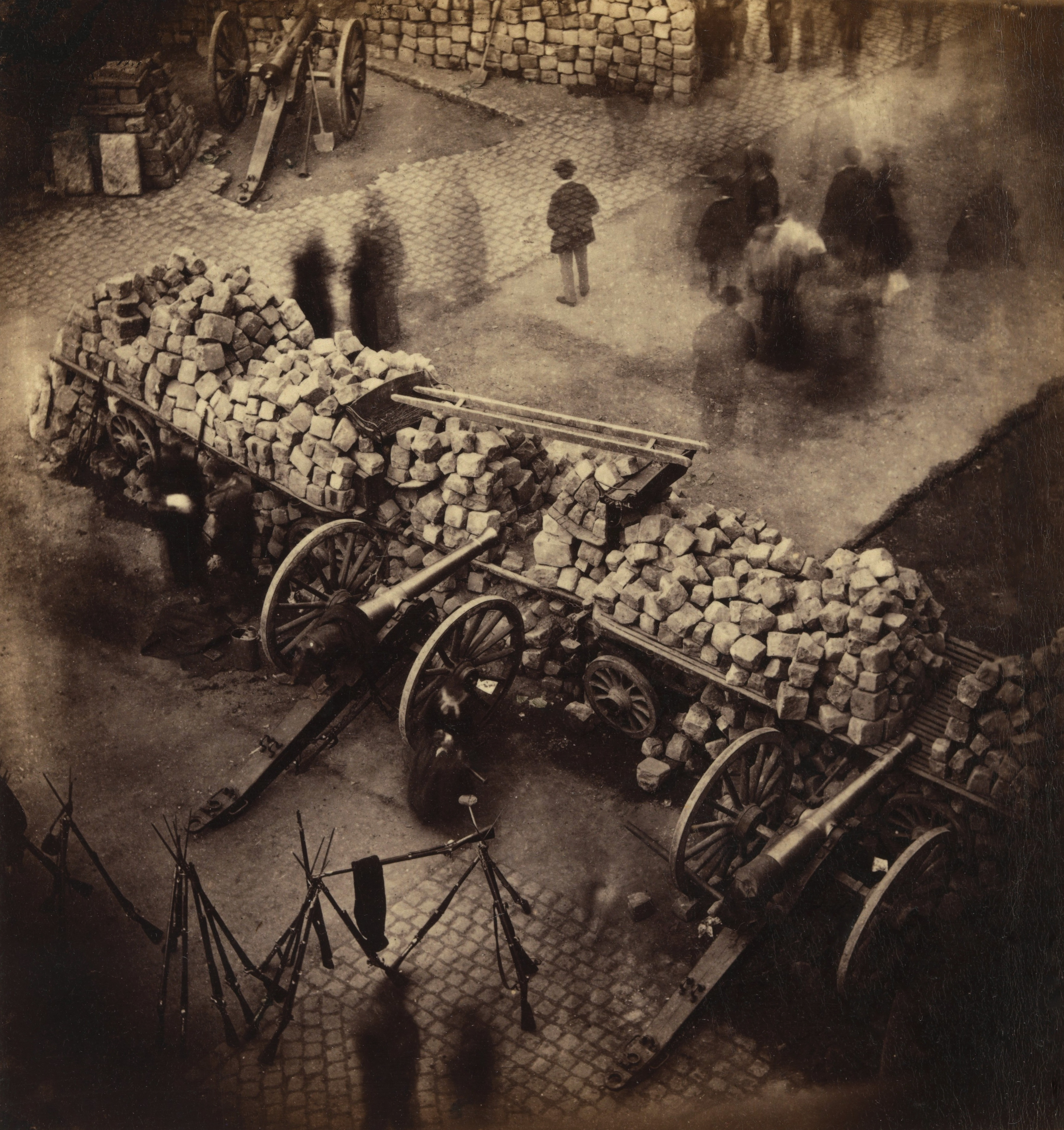
Barikády během Pařížské komuny

Dne 18. března 1871 se pokusil francouzský premiér Adolphe Thiers odzbrojit národní gardu v Paříži. To vedlo k povstání dělníků, řemeslníků a měšťanů a 26. března převzala moc revoluční vláda, tzv. Pařížská komuna. Republikánská prozatímní vláda byla sesazena. Komuna existovala necelý měsíc do 22. května 1871, kdy byly její oddíly v pouliční válce poraženy, ovšem měla pro město a jeho obyvatele dalekosáhlé důsledky. V bojích a následných hromadných popravách zahynulo na 25 000 osob. Následovalo 38 000 zatčených a 7 500 deportovaných do pracovních táborů v koloniích. Samotné město bylo zbaveno úřadu starosty, který zůstal následujících 100 let neobsazen (do roku 1977, kdy byl zvolen Jacques Chirac).
Paříž nicméně v období 1871–1914 zažila rozkvět a stala se jedním ze světově uznávaných intelektuálních a uměleckých center. Zejména Montmartre, na jehož vrcholku byl 15. června 1875 položen základní kámen baziliky Sacré-Cœur, přilákal mnoho známých malířů a spisovatelů.
30. května 1878 bylo zavedeno elektrické osvětlení na Avenue de l'Opéra, v roce 1881 bylo elektrické osvětlení instalováno i na Velkých bulvárech. V červenci 1879 byla zahájena výstavba telefonní sítě. V lednu 1887 začaly práce na stavbě Eiffelovy věže a byly dokončeny 2. dubna 1889. 5. listopadu 1898 uskutečnili Eugène Ducretet a Ernest Roger první bezdrátové spojení mezi Eiffelovou věží a Pantheonem. 28. prosince 1895 proběhlo první veřejné promítání filmu bratry Lumièrovými.

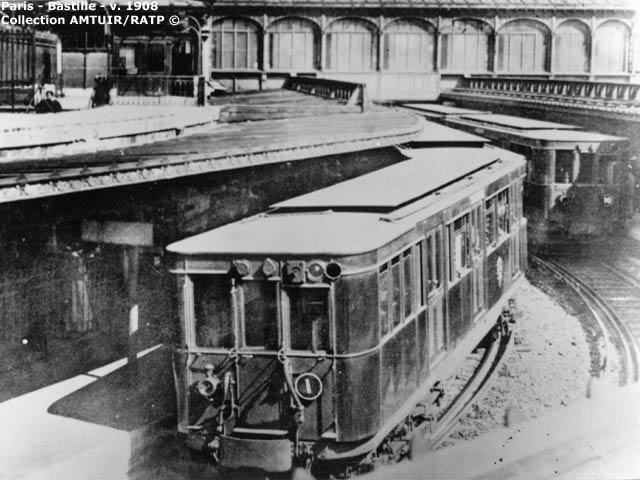
Stanice metra Bastille (1908)

23. června 1894 se na Sorbonně se konal Kongres pro obnovení olympijských her, při němž byl založen Mezinárodní olympijský výbor. V samotné Paříži se konaly hned 2. letní olympijské hry v roce 1900 u příležitosti světové výstavy. Podruhé se olympiáda konala v Paříži ještě v roce 1924. V rámci světové výstavy 1900 byl též 19. července zprovozněn úsek metra mezi stanicemi Porte de Vincennes a Porte Maillot. Rozvoj metra nezbrzdila ani nehoda na stanici Couronnes 10. srpna 1903, při které zahynulo 80 osob. Rozvíjela se též silniční doprava. V roce 1898 bylo ve městě registrováno 94 255 jízdních kol a 89 motorových vozidel, v roce 1910 to bylo již 261 723 kol a 10 800 motorových vozidel. 25. března 1907 byl vytvořen první kruhový objezd na náměstí Place de l'Étoile a 13. září 1909 byla zřízena první jednosměrná ulice (Rue de Mogador v 9. obvodu). 21. prosince 1911 byla provedena první bankovní loupež za použití automobilu. Světelná signalizace na křižovatkách byla zavedena až v roce 1928.

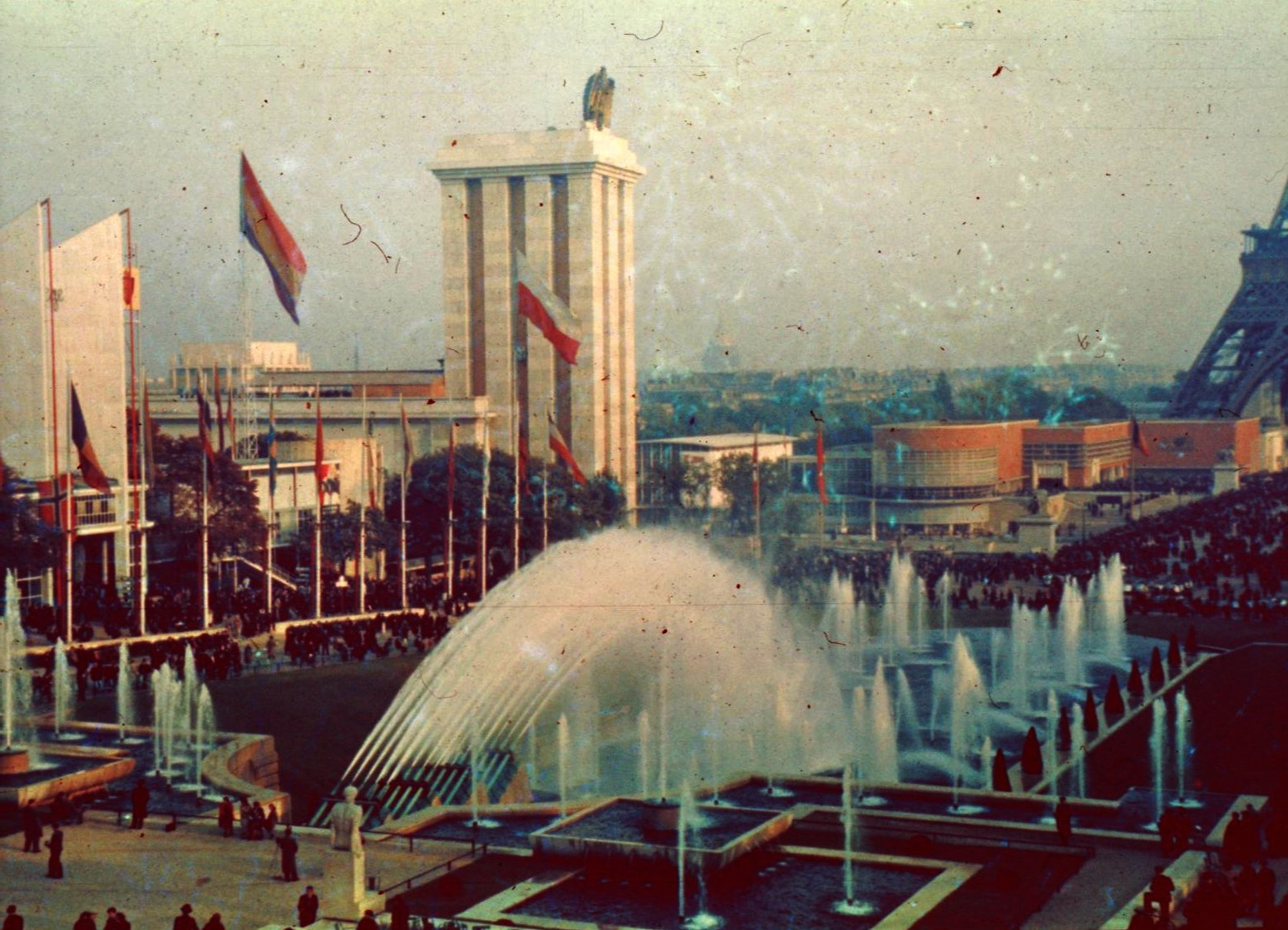
Světová výstava 1937 v Paříži, fotografováno pomocí barevného negativu Agfacolor.

Během první světové války byla Paříž v roce 1918 bombardována. Série německých náletů od 30. ledna do 11. března si vyžádala mnoho obětí. Při Ludendorffově ofenzívě bylo město ostřelováno tzv. pařížským dělem (především od března do srpna).
V roce 1921 měla Paříž téměř tři miliony obyvatel, což bylo nejvíce v její historii. (Již v roce 1846 počet obyvatel přesáhl milion.) Do Paříže přicházelo obyvatelstvo z venkova. Nemajetní se usazovali kolem Paříže na tzv. zone non aedificandi u městských hradeb. Hradby byly postupně strženy a prstenec kolem Paříže byl částečně zastavěn nájemnými domy pro chudší obyvatelstvo.

### Druhá světová válka
Dne 10. května 1940 začala Bitva o Francii, kterou napadlo nacistické Německo. 3. června byla Paříž bombardována a zemřelo přes 250 lidí. 10. června vláda opustila Paříž a zamířila do Tours a odtud do Bordeaux. Dne 14. června německý Wehrmacht obsadil hlavní město. 29. května 1942 byla ve Francii zavedena pro židy povinnost nosit žlutou hvězdu. Ve dnech 16. a 17. července 1942 byl proveden velký zátah na židovské obyvatelstvo v Paříži, při kterém bylo na Zimním velodromu shromážděno zhruba 13 000 židů a následně deportováno do koncentračních táborů ve východní Evropě. 3. září 1943 byla Paříž poprvé bombardována spojeneckými letadly, zahynulo přes 400 osob. Další nálet 21. dubna 1944 si vyžádal více než 600 mrtvých. 26. dubna 1944 maršál Pétain navštívil Paříž poprvé od roku 1940.

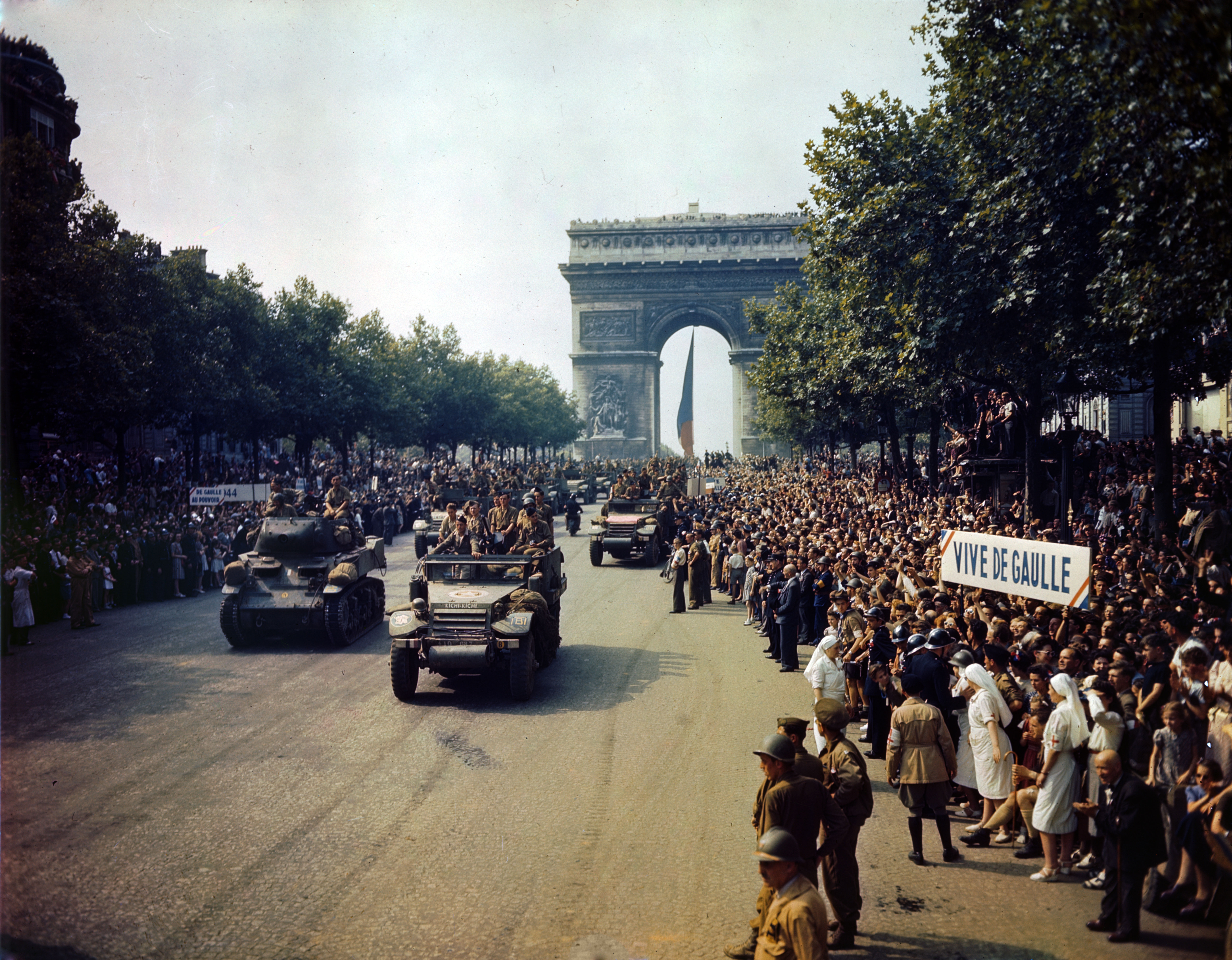
Vojenská přehlídka spojenců na Champs-Élysées (26. 8. 1944)

Po vylodění spojenců v Normandii 6. června 1944 a jejich rychlému pokroku směrem k Paříži vstoupili 10. srpna 1944 zaměstnanci pařížského metra, ale i četnictva a policie do stávky, ke kterým se později přidali i zaměstnanci pošty. V reakci na to Němci popravili v noci 16. srpna 35 stávkujících mladistvých.
Když se ke stávce připojili i další zaměstnanci, byla 18. srpna vyhlášena generální stávka, při které členové francouzského odboje obsadili některé ulice a budovy včetně radnice. Následujícího den vypuklo Pařížské povstání. Bitva o Paříž skončila 25. srpna, kdy spojenecké oddíly a francouzští odbojáři převzali kontrolu nad městem. Asi 10 000 německých vojáků padlo do zajetí. Na straně povstalců bylo asi 1500 mrtvých.
V noci z 26. na 27. srpna 1944 německé bombardéry podnikly nálet na Paříž, při kterém shořelo téměř 500 domů, 50 lidí bylo zabito a přibližně 500 zraněno.
Paříž zůstala jinak masivního válečného bombardování ušetřena. Především proto, že ve městě nebylo mnoho strategických vojenských cílů. Rovněž generál Dietrich von Choltitz neuposlechl Hitlerův rozkaz z 23. srpna, který nařizoval bránit město „do posledního náboje“ a před vstupem spojenců do města srovnat se zemí významné památky jako např. Eiffelovu věž a zatopit metro. „Paříž nesmí padnout do rukou nepřátel a nebo jen jako hromada trosek.“ (Paris darf nicht oder nur als Trümmerfeld in die Hand des Feindes fallen.) Známá je též Hitlerova otázka během telefonického rozhovoru s generálem: „Hoří Paříž?“ (Brennt Paris?)

### Vývoj po válce
Druhá polovina 20. století znamenala pro Paříž další stavební rozvoj. Po rekonstrukci domů zničených v Paříži během války byly v roce 1958 postaveny první budovy na předměstí La Défense.

Na počátku 60. let začala ve velkém měřítku obnova vnitřní části Paříže. V roce 1962 představil francouzský ministr kultury André Malraux programy pro obnovu zanedbaných čtvrtí vnitřního města (např. Marais nebo Montparnasse). Zároveň byla zahájena mohutná obytná výstavba v satelitních městech pařížské aglomerace (např. Créteil, Marne-la-Vallée, Nanterre nebo Sarcelles).
Také ve východní a jihovýchodní části hlavního města byly renovovány celé čtvrti. Zde ovšem probíhala nejprve demolice zchátralých domů a poté výstavba nových budov. Tyto mohutné stavební akce probíhaly až do 70. let. V blízkosti nově otevřeného nádraží Gare Montparnasse vznikl mrakodrap Tour Montparnasse (otevřen 13. září 1973), ve své době nejvyšší stavba v Evropě a rozsáhlé obchodní centrum. Stará pařížská tržnice Les Halles byla nahrazena moderním nákupním centrem Forum des Halles s rozsáhlým podzemním nádražím linek RER, které doplnily pařížské metro. Tyto zásahy do městské zástavby se neobešly bez demolice mnoha historických budov, což vyvolávalo protesty části obyvatel. Tour Montparnasse byl však posledním mrakodrapem v Paříži. Poté již takto vysoké stavby byly realizovány pouze ve čtvrti La Défense mimo území města.
60. léta znamenala pro Paříž významné události i v politice. 17. října 1961 došlo po opakovaných demonstracích alžírských imigrantů proti Alžírské válce k masakru,, při kterém zásahové jednotky usmrtily zhruba 200 demonstrantů, tisíce lidí bylo zraněno, asi 14 000 zatčeno. 17. ledna 1962 postihla město série teroristických útoků Organizace tajné armády. 8. února 1962 se konala neohlášená demonstrace za osvobození Alžírska. Při policejním zásahu zahynulo osm osob na stanici metra Charonne.
Nejrozsáhlejší nepokoje však do Paříže přinesl květen 1968, kdy došlo ke studentskému povstání a následné stávce. Tzv. květnové nepokoje, které vypukly po vyklizení studenty obsazené Sorbonny policií 3. května, přešly od stavění barikád a pouličních bojů v Latinské čtvrti 10. května až k týdenní generální stávce, která ochromila celou zemi. Následkem nepokojů byla mj. Pařížská univerzita rozdělena na 13 samostatných univerzit, z nichž pět sídlí mimo město.
28. listopadu 1972 byl v Paříži vykonán poslední trest smrti ve věznici La Santé (odsouzeni za vraždu byli Roger Bontems a Claude Buffet). 25. března 1977 byl Jacques Chirac zvolen starostou Paříže. Od Pařížské komuny se jednalo po sto letech o obnovení tohoto úřadu. Po tuto dobu vedl pařížskou radnici prefekt. 1. května 1979 postihla město série 12 útoků korsické FLNC. 22. září 1981 byla otevřena první linka TGV mezi Paříží a Lyonem.
Téměř všichni prezidenti Páté republiky zanechali postupně v Paříži četné stavební stopy. Charles de Gaulle zahájil výstavbu v La Défense a obnovu pařížských čtvrtí. Byl rovněž postaven městský okruh boulevard périphérique (poslední úsek byl zprovozněn 25. dubna 1973). Jeho nástupce Georges Pompidou zahájil výstavbu extravagantního kulturního centra. Centre Georges Pompidou však bylo otevřeno až po jeho smrti 31. ledna 1977.
Valéry Giscard d'Estaing se zasloužil o založení Cité des sciences et de l'industrie, které bylo ale otevřeno až za jeho nástupce Françoise Mitterranda v roce 1986. Ten během svých dvou mandátů (1981–1995) rovněž ovlivnil podobu města. V roce 1983 byla zahájena přestavba paláce Louvre, která trvala 10 let. Jejím výsledkem bylo nejen rozšíření muzea Louvre do celého paláce, ale i vybudování skleněné pyramidy na nádvoří sloužící jako hlavní vstup. V roce 1987 bylo otevřeno Musée d'Orsay v bývalé nádražní hale věnované umění 2. poloviny 19. století. 14. července 1989 při oslavách 200. výročí útoku na Bastillu byla otevřena Grande Arche v La Défense a Opéra Bastille na Place de la Bastille. Otevření nového sídla Francouzské národní knihovny 17. prosince 1996 se F. Mitterrand již nedožil. Sídlo však nese jeho jméno.
22. května 1995 Jean Tiberi (UMP) zvítězil ve volbách jako pařížský starosta. Nahradil Jacquese Chiraca, který abdikoval, neboť byl zvolen prezidentem republiky.

## Současnost

Starosta Paříže Bertrand Delanoë

### Paříž v 21. století
Na přelomu 21. století postihly Paříž i celou Francii výrazné povětrnostní jevy. 27. prosince 1999 se Francií přehnala silná bouře. Vítr dosahoval v Paříži rychlosti až 169 km/h, na vrcholu Eiffelovy věže bylo v nárazech naměřeno přes 220 km/h. V roce 2003 postihly Francii dvě vlny veder (v červnu a v srpnu), při kterých zemřelo 15 000 osob. V Paříži devět po sobě jdoucích dnů bylo naměřeno přes 35 °C (4.–12. srpna). Nejníže klesla teplota na 25,5 °C v noci z 11. na 12. srpna. Léto bylo nejteplejší od roku 1757, odkdy v Paříži existují oficiální záznamy. Následkem veder v létě 2005 zasáhla vlna požárů několik zastaralých budov v hlavním městě a usmrtila dvě desítky lidí. Tyto požáry umožnily ministru vnitra odůvodnit vyklizení několika squatů.
Na počátku 21. století se změnila politická orientace na radnici. Dne 18. března 2001 byl starostou zvolen socialista Bertrand Delanoë. Za jeho působení byl v létě roku 2002 zaveden projekt pařížské pláže, který převzaly i jiné metropole. 5. října 2002 se uskutečnila kulturní akce „Bílá (Probdělá) noc“ (La Nuit blanche), při které jsou pro veřejnost otevřena po celou noc muzea a další kulturní instituce. Během této akce byl starosta přímo na radnici pobodán útočníkem kvůli své homosexualitě.

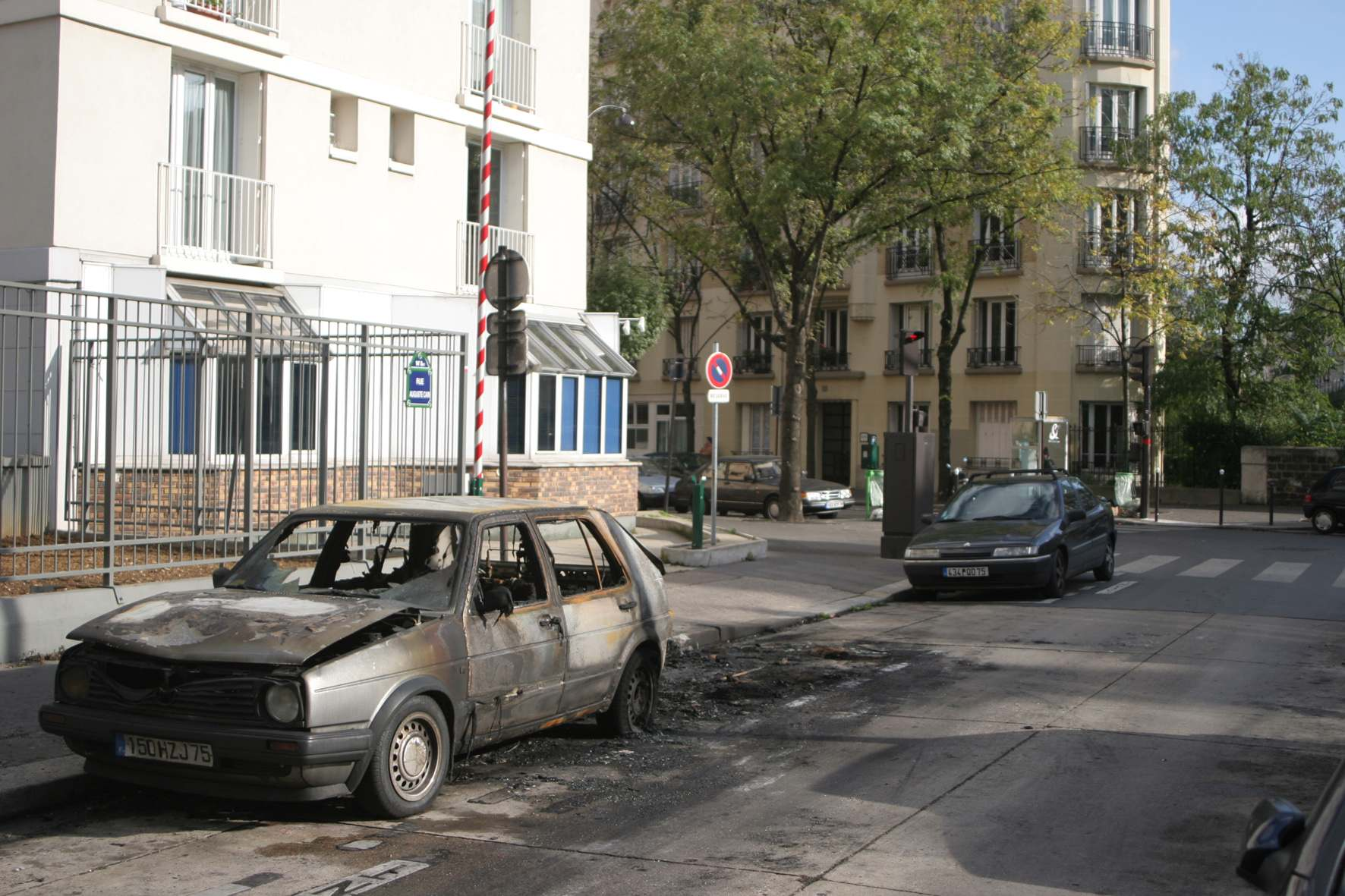
Vrak ve 14. obvodu (7. 11. 2005)

V listopadu 2005 vypukly na předměstí Clichy-sous-Bois pouliční nepokoje, které se rychle rozšířily do celé pařížské aglomerace a do dalších měst v zemi. Série vandalismu, žhářství a násilných střetů s policií vypukla po náhodné smrti dvou mladých lidí.
O něco menší nepokoje proběhly na jaře následujícího roku. V březnu 2006 byla studenty obsazena Sorbonna, která byla následně vyklizena policií a poté uzavřena až do dubna. Během několika dní probíhaly střety mezi policií a studenty.
V červnu 2006 bylo otevřeno Musée du quai Branly, které vystavuje mimoevropské umění. Projekt muzea prosadil tehdejší prezident Jacques Chirac.
Uskutečnilo se i několik změn v hromadné dopravě. Dne 16. prosince 2006 byla po 70 letech otevřena v Paříži tramvajová trať na jihu města (T3). V následujících letech se tramvajová síť rozšířila na 4 linky a další 4 jsou ve fázi plánování. 15. července 2007 byl zprovozněn systém Vélib', který umožňuje zapůjčení jízdního kola pro cesty po městě. V roce 2008 byl zahájen provoz říční linky Voguéo. Od roku 2009 nahradila bezdotyková čipová karta Passe Navigo starší časovou jízdenku Carte Orange.
V roce 2008 se konaly komunální volby, ve kterých byl Bertrand Delanoë zvolen pařížským starostou i pro druhé volební období.
13. listopadu 2015 zažila Paříž teroristické útoky na celkem 10 místech metropole. Došlo k šesti útokům střelnými zbraněmi a čtyřem sebevražedným bombovým útokům, při kterých teroristé pozabíjeli celkem přes 120 lidí.